# Weltmeisterschaften im Bogenschießen
Weltmeisterschaften im Bogenschießen der World Archery Federation (WA) als Ausrichter werden seit 1931 jährlich und seit 1959 alle zwei Jahre bestritten. Die WA schreibt die Weltmeisterschaften nur für zwei Klassen von Bögen aus, für den Olympischen Bogen und den Compoundbogen. Bogenschützen aller anderer Klassen, wie bspw. Langbogen, werden von WA ausgeschlossen. Die USA sind bei der WA mit 44 Weltmeistertiteln beim Olympischen Bogen die stärkste Nation vor Südkorea (41) und Polen (21).
Auch andere Bogensportverbände richten inzwischen Weltmeisterschaften aus. Beispielsweise die International Field Archery Association (IFAA). Diese haben das Spektrum um Turnierarten des Traditionellen Bogenschießens im Feldbogenschießen (Field Championship) und mit 3D-Schießen (Bowhunter Championship) erweitert, sowie die Bogenklassen auf die meisten Bogentypen, beispielsweise Langbogen, Primitivbogen und Bowhunter Recurve (Blankbogen). Ebenfalls sind weitere Stilarten implementiert. Die Verbände unterscheiden sich teilweise in den Bogen- und Stilklassifizierungen und den Turnierreglements.

## Weltmeisterschaft im Freien

### Olympischer Bogen
| Jahr      | Ort / Land                                                          | Herren                                                              | Damen                                                               | Herren-Mannschaft                                                                      | Damen-Mannschaft                                                                                  | Mixed                                                               |
| --------- | ------------------------------------------------------------------- | ------------------------------------------------------------------- | ------------------------------------------------------------------- | -------------------------------------------------------------------------------------- | ------------------------------------------------------------------------------------------------- | ------------------------------------------------------------------- |
| 1931      | Lwow / Polen                                                        | Michał Sawicki                                                      | Michał Sawicki                                                      | Frankreich René Allexandre Gaston Ducatel Gaston Quentin                               | Frankreich René Allexandre Gaston Ducatel Gaston Quentin                                          |                                                                     |
| 1931      | Lwow / Polen                                                        | Janina Kurkowska-Spychajowa                                         | Janina Kurkowska-Spychajowa                                         | Polen Michał Sawicki Jan Choina Zbigniew Kosiński                                      | Polen Michał Sawicki Jan Choina Zbigniew Kosiński                                                 |                                                                     |
| 1931      | Lwow / Polen                                                        | René Allexandre                                                     | René Allexandre                                                     | Polen Maria Królówna Janina Kurkowska-Spychajowa Irena Stefańska                       | Polen Maria Królówna Janina Kurkowska-Spychajowa Irena Stefańska                                  |                                                                     |
| 1932      | Warschau / Polen                                                    | Laurent Reith                                                       | Laurent Reith                                                       | Polen Zbigniew Kosiński Zygmunt Łotocki Michał Sawicki                                 | Polen Zbigniew Kosiński Zygmunt Łotocki Michał Sawicki                                            |                                                                     |
| 1932      | Warschau / Polen                                                    | Zbigniew Kosiński                                                   | Zbigniew Kosiński                                                   | Polen Janina Kurkowska-Spychajowa Maria Królówna Maria Trajdosówna                     | Polen Janina Kurkowska-Spychajowa Maria Królówna Maria Trajdosówna                                |                                                                     |
| 1932      | Warschau / Polen                                                    | Janina Kurkowska-Spychajowa                                         | Janina Kurkowska-Spychajowa                                         | Frankreich René Moreau Maurice Denape Paul Demare                                      | Frankreich René Moreau Maurice Denape Paul Demare                                                 |                                                                     |
| 1933      | London / Vereinigtes Königreich                                     | Donald McKenzie                                                     | Janina Kurkowska-Spychajowa                                         | Belgien Georges DeRons Hubert Van Innis Oscar Kessels                                  | Polen Janina Kurkowska-Spychajowa Maria Trajdosówna Anna Moczulska                                |                                                                     |
| 1933      | London / Vereinigtes Königreich                                     | Emil Heilborn                                                       | Luisa Sandford                                                      | Großbritannien H.A. Cox M.G. Hogg John Yates                                           | Großbritannien Luisa Sandford Louise Nettleton E. Atkinson                                        |                                                                     |
| 1933      | London / Vereinigtes Königreich                                     | Georges DeRons                                                      | Maria Trajdosówna                                                   | Frankreich Léonce Quentin Gaune Gaston Ducatel                                         |                                                                                                   |                                                                     |
| 1934      | Båstad / Schweden                                                   | Henry Kjellson                                                      | Janina Kurkowska-Spychajowa                                         | Schweden Henry Kjellson Emil Helbron Torsten Fahlmann                                  | Polen Janina Kurkowska-Spychajowa Anna Moczulska Maria Trajdosówna                                |                                                                     |
| 1934      | Båstad / Schweden                                                   | Emil Heilborn                                                       | Anna Moczulska                                                      | Belgien Oscar Kessels Georges DeRons Hubert Van Innis                                  | Schweden Elsa Waldenström Wrange Ina Catani                                                       |                                                                     |
| 1934      | Båstad / Schweden                                                   | Oscar Kessels                                                       | Elsa Waldenström                                                    | Tschechoslowakei Alfred Popp Ludvik Gassldorfer Jan Musilek                            |                                                                                                   |                                                                     |
| 1935      | Brüssel / Belgien                                                   | Adrien van Kolen                                                    | Ina Catani                                                          | Tschechoslowakei Jaroslav Lenecek Dvoracek Kucera Alfred Popp                          | Großbritannien E. Atkinson Louise Nettleton Barneby                                               |                                                                     |
| 1935      | Brüssel / Belgien                                                   | Georges de Rons                                                     | E. Atkinson                                                         | Belgien Oscar Kessels Georges DeRons Hubert Van Innis                                  | Schweden Ina Catani Lisa Heilborn Lindstrom                                                       |                                                                     |
| 1935      | Brüssel / Belgien                                                   | Frans Walraevens                                                    | Janina Kurkowska-Spychajowa                                         | Schweden Henry Kjellson Emil Heilbron Eric Hansson                                     | Polen Janina Kurkowska-Spychajowa Anna Moczulska Zofia Bunschowa                                  |                                                                     |
| 1936      | Prag / Tschechoslowakei                                             | Emil Heilborn                                                       | Janina Kurkowska-Spychajowa                                         | Tschechoslowakei Jan Musilek Jaroslav Lenecek Ludvik Gassldorfer Alfred Popp           | Polen Janina Kurkowska-Spychajowa Maria Pańków Zofia Bunschowa                                    |                                                                     |
| 1936      | Prag / Tschechoslowakei                                             | Georges de Rons                                                     | Maria Pańków                                                        | Polen Czesław Prugar Jerzy Bobulski Józef Wójcik Leon Szymuś                           | Tschechoslowakei Bozena Svobodova Ludmila Vavrova Marie Dvorackova Formankova                     |                                                                     |
| 1936      | Prag / Tschechoslowakei                                             | Jan Musilek                                                         | Ina Catani                                                          | Schweden Henry Kjellson Emil Heilbron Eric Hansson                                     | Großbritannien Erna Simon E. Atkinson M. Williams                                                 |                                                                     |
| 1937      | Paris / Frankreich                                                  | Georges de Rons                                                     | Erna Simon                                                          | Polen Feliks Majewski Leon Szymuś Miron Trusz                                          | Großbritannien Erna Simon Luisa Sandford Louise Nettleton                                         |                                                                     |
| 1937      | Paris / Frankreich                                                  | Feliks Majewski                                                     | Irene Cruypenninck                                                  | Belgien Oscar Kessels Georges DeRons Frans Walraevens                                  | Polen Zofia Bunschowa Olearzyk Janina Kurkowska-Spychajowa                                        |                                                                     |
| 1937      | Paris / Frankreich                                                  | Oscar Kessels                                                       | Zofia Bunschowa                                                     | Schweden Henry Kjellson Torsten Fahlman Eric Hansson                                   | Frankreich Irene Cruypenninck M. Mauduit Frenot                                                   |                                                                     |
| 1938      | London / Vereinigtes Königreich                                     | Frantisek Hadas                                                     | Norah Weston-Martyr                                                 | Tschechoslowakei Bedrich Dolezal Frantisek Hadas Jaroslav Lenecek                      | Polen Ludmiła Dubajowa Janina Kurkowska-Spychajowa Irena Skorupska                                |                                                                     |
| 1938      | London / Vereinigtes Königreich                                     | Feliks Majewski                                                     | Louise Nettleton                                                    | Polen Wojewski Feliks Majewski Filip Prugar                                            | Großbritannien Louise Nettleton Lindner Luisa Sandford                                            |                                                                     |
| 1938      | London / Vereinigtes Königreich                                     | C.J. Smith                                                          | Janina Kurkowska-Spychajowa                                         | Frankreich Gaston Questeman Roger Beday Pierre Felbacq                                 | Schweden Lisa Heilborn Julia Stranne Tina Kjellson                                                |                                                                     |
| 1939      | Oslo / Norwegen                                                     | Roger Beday                                                         | Janina Kurkowska-Spychajowa                                         | Frankreich Roger Beday Gaston Questeman Pierre Felbacq                                 | Polen Janina Kurkowska-Spychajowa Natalia Szczycińska Krystyna Guzianka                           |                                                                     |
| 1939      | Oslo / Norwegen                                                     | Gaston Questemann                                                   | Natalia Szczycińska                                                 | Großbritannien A.H. Mole C.J. Smith Sparrow Schofield                                  | Großbritannien Louise Nettleton Luisa Sandford Norah Weston-Martyr Lindner                        |                                                                     |
| 1939      | Oslo / Norwegen                                                     | A.H. Mole                                                           | Louise Nettleton                                                    | Schweden Gunnar Källström Henry Kjellson Jan Kjellander                                | Schweden Lisa Heilborn Julia Stranne Tina Kjellson                                                |                                                                     |
| 1940–1945 | Während des Zweiten Weltkrieges fanden keine Meisterschaften statt. | Während des Zweiten Weltkrieges fanden keine Meisterschaften statt. | Während des Zweiten Weltkrieges fanden keine Meisterschaften statt. | Während des Zweiten Weltkrieges fanden keine Meisterschaften statt.                    | Während des Zweiten Weltkrieges fanden keine Meisterschaften statt.                               | Während des Zweiten Weltkrieges fanden keine Meisterschaften statt. |
| 1946      | Stockholm / Schweden                                                | Einar Tang-Holbaek                                                  | Petronella de Wharton-Burr                                          | Dänemark Einar Tang-Holbaek Ove Hansen Sigfred Smed                                    | Großbritannien Petronella de Wharton-Burr Louise Nettleton F.L. Bilson                            |                                                                     |
| 1946      | Stockholm / Schweden                                                | Hans Deutgen                                                        | Julia Stranne                                                       | Tschechoslowakei Frantisek Hadas Vaclav Karola Votka Josef Kasal                       | Schweden Julia Stranne Tina Kjellson Elsa Waldenström                                             |                                                                     |
| 1946      | Stockholm / Schweden                                                | Ove Hansen                                                          | Louise Nettleton                                                    | Frankreich Roger Beday Bachelier Pierre Felbacq                                        |                                                                                                   |                                                                     |
| 1947      | Prag / Tschechoslowakei                                             | Hans Deutgen                                                        | Janina Kurkowska-Spychajowa                                         | Tschechoslowakei Vaclav Karola Josef Brejcha Josef Kasal                               | Dänemark Astrid Troelsen Ellen Jensen Sofia Rasmussen                                             |                                                                     |
| 1947      | Prag / Tschechoslowakei                                             | Vaclav Karola                                                       | Astrid Troelsen                                                     | Dänemark Einar Tang-Holbaek Arne Vangbaeck Ove Hansen Sigfred Smed                     | Frankreich Collete Beday Irene Cruypenninck Adam                                                  |                                                                     |
| 1947      | Prag / Tschechoslowakei                                             | Josef Brejcha                                                       | Petronella de Wharton-Burr                                          | Schweden Hans Deutgen Gunnar Karlsson Erik Trolle Sandberg                             | Großbritannien Petronella de Wharton-Burr Sylvia Macquoid Philome Dames Louise Nettleton          |                                                                     |
| 1948      | London / Vereinigtes Königreich                                     | Hans Deutgen                                                        | Petronella de Wharton-Burr                                          | Schweden Hans Deutgen Tage Ljungkvist Erik Trolle Sture Lindberg                       | Tschechoslowakei Dana Pickova Helena Sachova Marta Resslova Rockova                               |                                                                     |
| 1948      | London / Vereinigtes Königreich                                     | Einar Tang-Holbaek                                                  | Dana Pickova                                                        | Dänemark Einar Tang-Holbaek Arne Vangbaeck Henning Peterson Sigfred Smed               | Großbritannien Petronella de Wharton-Burr Philome Dames F.L. Bilson                               |                                                                     |
| 1948      | London / Vereinigtes Königreich                                     | Josef Brejcha                                                       | Helena Sachova                                                      | Tschechoslowakei Josef Brejcha Vaclav Karola Josef Kasal Jaroslav Lenecek              | Dänemark Sofia Rasmussen Benny Henriksen Ketty Madsen Jorgensen                                   |                                                                     |
| 1949      | Paris / Frankreich                                                  | Hans Deutgen                                                        | Barbara Waterhouse                                                  | Tschechoslowakei Frantisek Hadas Josef Brejcha Jiri Bastar Vaclav Karola               | Großbritannien Barbara Waterhouse Trogie Fisher Petronella de Wharton-Burr                        |                                                                     |
| 1949      | Paris / Frankreich                                                  | Frantisek Hadas                                                     | Ragnhild Windahl                                                    | Schweden Hans Deutgen Tage Ljungkvist Danielsson Bluhme                                | Schweden Ragnhild Windahl Ellinge Bange Tina Kjellson                                             |                                                                     |
| 1949      | Paris / Frankreich                                                  | Einar Tang-Holbaek                                                  | Trogie Fischer                                                      | Dänemark Einar Tang-Holbaek Arne Christensen Bjarne Knudsen Emil Nielsen               | Frankreich Collete Beday Dana Roquepio Irene Cruypenninck                                         |                                                                     |
| 1950      | Kopenhagen / Dänemark                                               | Hans Deutgen                                                        | Jean Lee                                                            | Dänemark Einar Tang-Holbaek Emil Nielsen Per Frederiksen Arne Östergaard               | Finnland Stählberg Kirsti Partanen Laina Näsman Esa Salonen                                       |                                                                     |
| 1950      | Kopenhagen / Dänemark                                               | Einar Tang-Holbaek                                                  | Jean Richards                                                       | Schweden Tage Ljungkvist Sture Lindberg Hans Deutgen Akerström                         | Schweden Bange Ragnhild Windahl Bernemalm Greta Dernborg                                          |                                                                     |
| 1950      | Kopenhagen / Dänemark                                               | Russ Reynolds                                                       | Ragnhild Windahl                                                    | Tschechoslowakei Jiri Bastar Josef Brejcha Frantisek Hadas Karel Vorkurkka             | Großbritannien Arthur Blailey Barbara Waterhouse Petronella de Wharton-Burr                       |                                                                     |
| 1952      | Brüssel / Belgien                                                   | Stellan Andersson                                                   | Jean Lee                                                            | Schweden Stellan Andersson Bror Lundgren Hakan Norström                                | Vereinigte Staaten Jean Lee Christine Richards Jean Richards                                      |                                                                     |
| 1952      | Brüssel / Belgien                                                   | Bror Lundgren                                                       | Jean Richards                                                       | Dänemark Einar Tang-Holbaek Emil Nielsen Arne Vangbaek                                 | Großbritannien Hinton J.M. Mitchell T.C. Morgan                                                   |                                                                     |
| 1952      | Brüssel / Belgien                                                   | Elmar Tank-Holbäk                                                   | Hinton                                                              | Großbritannien Bickerstaff George Arthur B. McNaughton                                 | Schweden Ellen Johansson Lilian Arfwedson Ragnhild Windahl                                        |                                                                     |
| 1953      | Oslo / Norwegen                                                     | Bror Lundgren                                                       | Jean Richards                                                       | Schweden Stellan Andersson Carl-Erik Bissman Bror Lundgren                             | Finnland Caja Burmeister Kirsti Partanen Ilta-Meri Santaoja                                       |                                                                     |
| 1953      | Oslo / Norwegen                                                     | Elmar Tank-Holbäk                                                   | Ilta-Meri Santaoja                                                  | Dänemark Einar Tang-Holbaek Einar Larsen Sandy Jörgensen                               | Frankreich Suzanne Lang Irene Cruypenninck Madeleine Bernot                                       |                                                                     |
| 1953      | Oslo / Norwegen                                                     | Carl-Erik Bissman                                                   | Suzanne Lang                                                        | Belgien Andre Duval Oscar Kessels Edgard Lienard                                       | Schweden Ulla-Britt Jeppson Ingrid Karlsson Ellen Johansson                                       |                                                                     |
| 1955      | Helsinki / Finnland                                                 | Nils Anderssom                                                      | Katarzyna Wisniowska                                                | Schweden Nils Andersson Bror Lundgren Bertil Olsson                                    | Großbritannien Patricia Flower Winifred Simpson Joyce Warner                                      |                                                                     |
| 1955      | Helsinki / Finnland                                                 | R. Rhode                                                            | Joyce Warner                                                        | Finnland Tapio Rautavaara Yrjö Pelli Heikki Taipale                                    | Finnland Impi Hartikainen Ilta-Meri Santaoja Daggie Hellen                                        |                                                                     |
| 1955      | Helsinki / Finnland                                                 | Bertil Olsson                                                       | Impi Hartikainen                                                    | Belgien Jean van den Bosch Paul Prieels Andre Duval                                    | Polen Katarzyna Wisniowska Maria Cugowska Janina Spychajowa                                       |                                                                     |
| 1957      | Prag / Tschechoslowakei                                             | Ozziek Smathers                                                     | Carole Meinhart                                                     | Vereinigte Staaten Sylvester Chessman Joseph Fries Ozzie K. Smathers                   | Vereinigte Staaten Ann Clark Carole Meinhart Betty Schmidt                                        |                                                                     |
| 1957      | Prag / Tschechoslowakei                                             | Joseph Fries                                                        | Ann Clark                                                           | Schweden Sten-Erik Carlsson Karl-Erik Thorsson Alf Holstensson                         | Tschechoslowakei Eliska Safrankova Irena Brizova Vera Kutilova                                    |                                                                     |
| 1957      | Prag / Tschechoslowakei                                             | Silvester Chessman                                                  | Betty Schmidt                                                       | Finnland Väinö Ansala Olavi Kallionpää Birger Weurlander                               | Großbritannien Joyce Warner Sadia Miles Patricia Flower                                           |                                                                     |
| 1958      | Brüssel / Belgien                                                   | Stig Thysell                                                        | Sigrid Johansson                                                    | Finnland Olavi Kallionpää Tapio Rautavaara Birger Weurlander                           | Vereinigte Staaten Ann Corby Carole Meinhart Ann Sevey                                            |                                                                     |
| 1958      | Brüssel / Belgien                                                   | Olavi Kallionpää                                                    | Ann Corby                                                           | Schweden Stig Thysell Olle Tengroth Sten-Erik Carlsson                                 | Tschechoslowakei Bozena Deotova Irena Brizova Eliska Safrankova                                   |                                                                     |
| 1958      | Brüssel / Belgien                                                   | Roy Matthews                                                        | Carole Meinhart                                                     | Vereinigte Staaten James Caspers Tim Cantwell Ozzie K. Smathers                        | Südafrikanische Union Jutta Booysen D. Joubert L. Jacobs                                          |                                                                     |
| 1959      | Stockholm / Schweden                                                | James Caspers                                                       | Ann Corby                                                           | Vereinigte Staaten James Caspers Robert Kadlec James Neeley                            | Vereinigte Staaten Ann Corby Carole Meinhart Lucille Shine                                        |                                                                     |
| 1959      | Stockholm / Schweden                                                | Robert Kadiee                                                       | Sigrid Johansson                                                    | Belgien Robert Cogniaux Oscar Kessels Rene Boussu                                      | Großbritannien Larie Fowler June Heywood Sadia Miles                                              |                                                                     |
| 1959      | Stockholm / Schweden                                                | James Needey                                                        | Lucille Shine                                                       | Schweden Sten-Erik Carlsson Stig Thysell Eric Karlsson                                 | Tschechoslowakei Eliska Safrankova Irena Brizova Bozena Depotova                                  |                                                                     |
| 1961      | Oslo / Norwegen                                                     | Joseph Thornton                                                     | Nancy Vanderheide                                                   | Vereinigte Staaten William Bednar Clayton Sherman Joseph Thornton                      | Vereinigte Staaten Victoria Cook Grace Frye Nancy Vanderheide                                     |                                                                     |
| 1961      | Oslo / Norwegen                                                     | Clayton Sherman                                                     | Larie Fowler                                                        | Belgien Rene Boussu Henri Verhoeven Charles Sophie                                     | Großbritannien Larie Fowler June Heywood Shirley Lyons                                            |                                                                     |
| 1961      | Oslo / Norwegen                                                     | Jorma Sandelin                                                      | Bozena Deptova                                                      | Finnland Jorma Sandelin Väinö Skarp Paavo Luoto                                        | Südafrika Anita Schlebusch M. Harriman D. Caknis                                                  |                                                                     |
| 1963      | Helsinki / Finnland                                                 | Charles Sandlin                                                     | Victoria Cook                                                       | Vereinigte Staaten David Keaggy Charles Sandlin Joseph Thornton                        | Vereinigte Staaten Victoria Cook Helen Nelson Nancy Vanderheide                                   |                                                                     |
| 1963      | Helsinki / Finnland                                                 | Joseph Thornton                                                     | Nancy Vanderheide                                                   | Frankreich Andre Isabey Jean Becken M. Giro                                            | Finnland Marjatta Niemi Maire Lindholm Aino Yrjola                                                |                                                                     |
| 1963      | Helsinki / Finnland                                                 | David Keaggy jr.                                                    | Marjatta Niemi                                                      | Schweden A. Ljungqvist Bertil Olsson E. Eliasson                                       | Großbritannien Shirley Lyons Sheila Kemp Ann Brien                                                |                                                                     |
| 1965      | Västerås / Finnland                                                 | Matti Haikonen                                                      | Marie Lindholm                                                      | Vereinigte Staaten Joseph Thornton Dick Tone Ben Walker                                | Vereinigte Staaten Grace Amborski Ardelle Mills Helen Thornton                                    |                                                                     |
| 1965      | Västerås / Finnland                                                 | Joseph Thornton                                                     | Anita Schlebusch                                                    | Finnland Matti Haikonen Jorma sandelin Tuomo Virtanen                                  | Finnland Maire Lindholm Elma Haikonen Tuulikki Valkama                                            |                                                                     |
| 1965      | Västerås / Finnland                                                 | Ben Walker                                                          | J.M. Rijff                                                          | Schweden John Bask Kjell-Ake Dunder Per-Ola Jaderberg                                  | Großbritannien Chris Britton Pamela White Joan Chapman                                            |                                                                     |
| 1967      | Amersfoort / Niederlande                                            | Roy Rodgers                                                         | Maria Maczynska                                                     | Vereinigte Staaten Alan Muller Ray Rogers Hardy Ward                                   | Polen Maria Maczynska Zofia Piskorek Irena Szydłowska                                             |                                                                     |
| 1967      | Amersfoort / Niederlande                                            | Ian Dixon                                                           | Zofia Piskorek                                                      | Schweden A. Ljunqvist A. Billstorm R. Eklund                                           | Vereinigte Staaten Nancy Myrick Maureen Bechdolt Victoria Cook                                    |                                                                     |
| 1967      | Amersfoort / Niederlande                                            | Hardy Ward                                                          | Irena Szadlowska                                                    | Großbritannien Ian Dixon Roy Matthews Paul Taylor                                      | Schweden Sigrid Johansson Irma Danielsson K. Klotz                                                |                                                                     |
| 1969      | Valley Forge / Vereinigte Staaten                                   | Hardy Ward                                                          | Dorothy Lidstone                                                    | Vereinigte Staaten Hardy Ward John Williams Ray Rogers                                 | Sowjetunion Emma Gaptschenko Nonna Kosina Tatjana Obratschowa                                     |                                                                     |
| 1969      | Valley Forge / Vereinigte Staaten                                   | John Williams                                                       | Doreen Wilber                                                       | Dänemark Arne Jacobsen Herluf Andersen Leif Skovgaard                                  | Kanada Dorothy Lidstone Virginia Parkhurst Carol Armstrong                                        |                                                                     |
| 1969      | Valley Forge / Vereinigte Staaten                                   | Graeme Telford                                                      | Nonna Kosina                                                        | Großbritannien Ian Dixon Roy Matthews G. Sykes                                         | Polen Hanna Brzezińska Maria Mączyńska Irena Ulatowska                                            |                                                                     |
| 1971      | York / Vereinigtes Königreich                                       | John Williams                                                       | Emma Gaptschenko                                                    | Vereinigte Staaten Edwin Eliason Larry Smith John Williams                             | Polen Maria Maczynska Jadwiga Szoszler Irena Szydłowska                                           |                                                                     |
| 1971      | York / Vereinigtes Königreich                                       | Kyösti Laasonen                                                     | Doreen Wilber                                                       | Finnland Kyösti Laasonen Kari Kyllonen Jorma Sandelin                                  | Sowjetunion Emma Gaptschenko Nadeschda Lonskay Virve Holtsmeier                                   |                                                                     |
| 1971      | York / Vereinigtes Königreich                                       | Wayne Pullen                                                        | Maria Maczynska                                                     | Kanada Wayne Pullen Donald Jackson Larry Courchaine                                    | Vereinigte Staaten Doreen Wilber Victoria Cook Nancy Myrick                                       |                                                                     |
| 1973      | Grenoble / Frankreich                                               | Wiktor Sydoruk                                                      | Linda Myers                                                         | Vereinigte Staaten Edwin Eliason Stephen Liebermann Larry Smith                        | Sowjetunion Emma Gaptschenko Walentyna Kowpan Ketewan Lossaberidse                                |                                                                     |
| 1973      | Grenoble / Frankreich                                               | Kyösti Laasonen                                                     | Walentyna Kowpan                                                    | Sowjetunion Wiktor Sydoruk Alexander Panschin Alexander Aulow                          | Vereinigte Staaten Linda Myers Doreen Wilber Debbie Green                                         |                                                                     |
| 1973      | Grenoble / Frankreich                                               | Stephan Lieberman                                                   | Emma Gaptschenko                                                    | Finnland Kyösti Laasonen Aaro Myllymaki Kauko Laasonen                                 | Großbritannien Pauline Edwards Barbara Strickland Pamela White                                    |                                                                     |
| 1975      | Interlaken / Schweiz                                                | Darrell Pace                                                        | Sebinisso Rustamowa                                                 | Vereinigte Staaten Darrell Pace Richard McKinney Rodney Baston                         | Sowjetunion Sebinisso Rustamowa Walentyna Kowpan Virve Holtsmeier                                 |                                                                     |
| 1975      | Interlaken / Schweiz                                                | Richard McKinney                                                    | Walentyna Kowpan                                                    | Japan Akira Hirose Masaki Tezima Takanobu Nishi                                        | Südkorea Hi Han-sun Min Kim-hyang Yung Djang-sun                                                  |                                                                     |
| 1975      | Interlaken / Schweiz                                                | Kauko Laasonen                                                      | Han Sun-hi                                                          | Finnland Kauko Laasonen Olli Tahvonen Jukka Inkert                                     | Vereinigte Staaten Linda Myers Irene Lorensen Ruth Rowe                                           |                                                                     |
| 1977      | Canberra / Australien                                               | Richard McKinney                                                    | Luann Ryon                                                          | Vereinigte Staaten Richard McKinney Darrell Pace Edwin Eliason                         | Vereinigte Staaten Luann Ryon Irene Daubenspeck Ruth Rowe                                         |                                                                     |
| 1977      | Canberra / Australien                                               | Takashi Kamei                                                       | Jadwiga Wilejto                                                     | Italien Leandro De Nardi Giancarlo Ferrari Sante Spigarelli                            | Sowjetunion Sebinisso Rustamowa Lchamo Dasjirabdanowa Alla Rulenko                                |                                                                     |
| 1977      | Canberra / Australien                                               | Leandro De Nardi                                                    | Irene Daubenspeck                                                   | Japan Takashi Kamei Takayoshi Matsushita Hiroshi Michinaga                             | Australien Carole Toy Maureen Adams Shirley Chessher                                              |                                                                     |
| 1979      | Berlin / Deutschland                                                | Darrell Pace                                                        | Kim Jin-ho                                                          | Vereinigte Staaten Darrell Pace Rodney Baston Richard McKinney                         | Südkorea Kim Jin-ho Hwang Sook-zoo Park Young-suk                                                 |                                                                     |
| 1979      | Berlin / Deutschland                                                | Richard McKinney                                                    | Judith Adams                                                        | BR Deutschland Harry Wittig Armin Garnreiter Willi Müller                              | Australien Carole Toy Terry Donovan Leah Feldt                                                    |                                                                     |
| 1979      | Berlin / Deutschland                                                | Rodney Baston                                                       | Carole Toy                                                          | Belgien Patrick de Koning Marnix Vervinck Emiel Vercaigne                              | Großbritannien Sue Willcox Rachel Fenwick Joyce Asher                                             |                                                                     |
| 1981      | Punta Ala / Italien                                                 | Kyösti Laasonen                                                     | Natalja Butusowa                                                    | Vereinigte Staaten Darrell Pace Richard McKinney Edwin Eliason                         | Sowjetunion Natalja Butusowa Ketewan Lossaberidse Olga Rogowa                                     |                                                                     |
| 1981      | Punta Ala / Italien                                                 | Darrell Pace                                                        | Alicja Ciskowska                                                    | Finnland Kyösti Laasonen Tomi Poikolainen Heikki Lautaoja                              | Südkorea Hwang Sook-zoo Park Young-suk Yang Kyung-soon                                            |                                                                     |
| 1981      | Punta Ala / Italien                                                 | Richard McKinney                                                    | Marilyn Rumley                                                      | Sowjetunion Wladimir Jeschejew Alexander Gabelkow Stanyslaw Sabrodskyj                 | China Fu Hong Meng Fanai Kong Yaping                                                              |                                                                     |
| 1983      | Los Angeles / Vereinigte Staaten                                    | Richard McKinney                                                    | Kim Jin-ho                                                          | Vereinigte Staaten Richard McKinney Darrell Pace Larry Smith                           | Südkorea Kim Jin-ho Jung Jea-bong Kim Mi-young                                                    |                                                                     |
| 1983      | Los Angeles / Vereinigte Staaten                                    | Darrell Pace                                                        | Jung Jea-bong                                                       | Südkorea Koo Ja-chong Su Jeon-in Kim Byung-kap                                         | BR Deutschland Miloslava Zahradnicek Manuela Dachner Doris Haas                                   |                                                                     |
| 1983      | Los Angeles / Vereinigte Staaten                                    | Marnix Vervinck                                                     | Liselotte Andersson                                                 | Belgien Marnix Vervinck Patrick DeKoning Patrick Steyaert                              | Vereinigte Staaten Ruth Rowe Luann Ryon Tricia Green                                              |                                                                     |
| 1985      | Seoul / Südkorea                                                    | Richard McKinney                                                    | Irina Soldatowa                                                     | Südkorea Koo Ya-chong Su Jeon-in Ho Jin-soo Seo Man-kyo                                | Sowjetunion Irina Soldatowa Ljudmyla Arschannikowa Sebinisso Rustamowa Handa Gomboschafowa        |                                                                     |
| 1985      | Seoul / Südkorea                                                    | Koo Ja-chong                                                        | Ljudmyla Arschannikowa                                              | Vereinigte Staaten Richard McKinney Darrell Pace Glenn Meyers Larry Smith              | Südkorea Kim Jin-ho Park Jung-am Seo Hyang-soon Yang Kyung-soon                                   |                                                                     |
| 1985      | Seoul / Südkorea                                                    | Takayoshi Matsushita                                                | Kim Jin-ho                                                          | Schweden Mats Nordlander Gert Bjerendal Göran Bjerendal Tommy Quick                    | Deutschland Margot Benz Doris Haas Manuela Dachner Claudia Ktiz                                   |                                                                     |
| 1987      | Adelaide / Australien                                               | Wladimir Jeschejew                                                  | Ma Xiangjun                                                         | BR Deutschland Andreas Lippoldt Bernd Schröppel Detlef Kahlert                         | Sowjetunion Ljudmyla Arschannikowa Jelena Marfel Sebinisso Rustamowa                              |                                                                     |
| 1987      | Adelaide / Australien                                               | Andreas Lippoldt                                                    | Wang Hee-kyung                                                      | Vereinigte Staaten Jay Barrs Darrell Pace Lonny King Harold Rush                       | Südkorea Yang Kyung-soon Park Jung-am Park Young-sook Jeong Jae-bong                              |                                                                     |
| 1987      | Adelaide / Australien                                               | Jay Barrs                                                           | Yao Yawen                                                           | China Duan Hongjun Ru Guang Cao Jiong Liang Quizhong                                   | Frankreich Nathalie Hibon Catherine Pellen Nadine Saurin Marie-Josée Bazin                        |                                                                     |
| 1989      | Lausanne / Schweiz                                                  | Stanyslaw Sabrodskyj                                                | Kim Soo-nyung                                                       | Sowjetunion Stanyslaw Sabrodskyj Wladimir Tabrodski Wladimir Jeschejew Wadim Schikarew | Südkorea Kim Soo-nyung Kim Kyung-wook Wang Hee-kyung                                              |                                                                     |
| 1989      | Lausanne / Schweiz                                                  | Steven Hallard                                                      | Kim Kyung-wook                                                      | Vereinigte Staaten Jay Barrs Richard McKinney Alien Rasor Christopher Yeoman           | Schweden Jenny Sjöwall Christa Bäckman Petra Ericsson                                             |                                                                     |
| 1989      | Lausanne / Schweiz                                                  | Tomi Poikolainen                                                    | Denise Parker                                                       | Südkorea Yang Chang-hoon Park Jae-pyo Lee Hueng-seop Lee Jeong-keun                    | Sowjetunion Ljudmyla Arschannikowa Machluchanum Murtschajewa Jelena Tutatschikowa Tatjana Muntjan |                                                                     |
| 1991      | Krakau / Polen                                                      | Simon Fairweather                                                   | Kim Soo-nyung                                                       | Südkorea Chung Jae-hun Yang Chang-hoon Chun In-soo                                     | Südkorea Kim Soo-nyung Lee Eun-kyung Cho Yoon-jung                                                |                                                                     |
| 1991      | Krakau / Polen                                                      | Wadim Schikarew                                                     | Lee Eun-kyung                                                       | Finnland Tomi Poikolainen Jari Lipponen Ismo Falck Petteri Alahuhta                    | Sowjetunion Ljudmyla Arschannikowa Machluchanum Murtschajewa Iana Tuniants Natalia Valeeva        |                                                                     |
| 1991      | Krakau / Polen                                                      | Chung Jae-hun                                                       | Zehra Öktem                                                         | Australien Simon Fairweather Scott Hunter-Russel Grant Greenham Adrian Cherney         | Vereinigte Staaten Denise Parker Jenifer O’Donnel Janet Dykman Judith Adams                       |                                                                     |
| 1993      | Antalya / Türkei                                                    | Park Kyung-mo                                                       | Kim Hyo-jung                                                        | Frankreich Sébastien Flute Eric Unbekand Lionel Torrés Philippe Fappiano               | Südkorea Kim Hyo-jung Cho Youn-jeong Lee Eun-kyung Lee Hee-jung                                   |                                                                     |
| 1993      | Antalya / Türkei                                                    | Kim Kyong-ho                                                        | Cho Youn-jeong                                                      | Südkorea Park Kyung-mo Kim Kyung-ho Kim Sung-nam Han Seung-hoon                        | Russland Jelena Tutatschikowa Natalja Bolotowa Machluchanum Murtschajewa Nadeschda Badmazirenowa  |                                                                     |
| 1993      | Antalya / Türkei                                                    | Stanyslaw Sabrodskyj                                                | Iana Tuniants                                                       | Niederlande Henk Vogels Erwin Verstegen Fred van Zutphen Marcel van Sleeuwen           | China Ma Xiangjun Wang Xiaozhu Yao Yawen                                                          |                                                                     |
| 1995      | Jakarta / Indonesien                                                | Lee Kyung-chul                                                      | Natalia Valeeva                                                     | Südkorea Lee Kyung-chi Oh Kyo-moon Kim Jae-rak                                         | Südkorea Yoon Youn-ja Huang Jee-hae Kim Jo-sun                                                    |                                                                     |
| 1995      | Jakarta / Indonesien                                                | Wu Tsung-yi                                                         | Barbara Mensing                                                     | Italien Matteo Bisiani Michele Frangilli Andrea Parenti Alessandro Rivolta             | Türkei Elif Altınkaynak Natalia Nasaridze-Çakır Deniz Günay Elif Eksi                             |                                                                     |
| 1995      | Jakarta / Indonesien                                                | Oh Kyo-moon                                                         | Yoom Yoon-ja                                                        | Vereinigte Staaten Jay Barrs Richard McKinney Lonny King Rodney White                  | Indonesien Hamdiah Damanhuri Nurfitriyana Saiman Danahuri Dahliana Purnama Pandiagan              |                                                                     |
| 1997      | Victoria / Kanada                                                   | Kim Kyong-ho                                                        | Kim Du-ri                                                           | Südkorea Kim Kyung-ho Jang Yong-ho Kim Bo-ram                                          | Südkorea Kim Du-ri Kim Jo-sun Kong Hyon-ji                                                        |                                                                     |
| 1997      | Victoria / Kanada                                                   | Christophe Peignois                                                 | Cornelia Pfohl                                                      | Norwegen Martinus Grov Bård Nesteng Haakon Haakonsen                                   | Ukraine Olena Sadownitschnaja Tetjana Muntjan Lina Herassymenko Ilona Babich                      |                                                                     |
| 1997      | Victoria / Kanada                                                   | Jang Yong-ho                                                        | Kim Jo-sun                                                          | Russland Balschinima Zyrempilow Waleri Lyssenko Juri Leontjiew Dmitri Paltschek        | Türkei Deniz Günay Zehra Öktem Elif Altınkaynak Esen Dönmez                                       |                                                                     |
| 1999      | Riom / Frankreich                                                   | Hong Sung-chil                                                      | Lee Eun-kyung                                                       | Italien Michele Frangilli Matteo Bisiani Ilario Di Buò                                 | Italien Natalia Valeeva Giovanna Aldegani Cristina Ioriatti                                       |                                                                     |
| 1999      | Riom / Frankreich                                                   | Jari Lipponen                                                       | Alison Williamson                                                   | Südkorea Hong Sung-chil Kim Bo-ram Jang Yong-ho Oh Jin-hyek                            | China Lin Sang Yang Jianping He Ying Yu Hui                                                       |                                                                     |
| 1999      | Riom / Frankreich                                                   | Lionel Torrés                                                       | Kim Jo-sun                                                          | Vereinigte Staaten Jay Barrs Vic Wunderle Richard Johnson Jason McKittrick             | Deutschland Britta Bühren Wiebke Nulle Sandra Sachse Barbara Mensing                              |                                                                     |
| 2001      | Peking / China                                                      | Jung Ki-yeon                                                        | Park Sung-hyun                                                      | Südkorea Yeong Jung-ki Lee Chang-hwan Park Kyung-mo Kim Won-sub                        | China Zhang Juanjuan He Ying Yang Jianping Sa Ren                                                 |                                                                     |
| 2001      | Peking / China                                                      | Lionel Torrés                                                       | Kim Kyung-woog                                                      | Italien Michele Frangilli Ilario Di Buò Matteo Bisiani Mario Casavecchia               | Italien Natalia Valeeva Irene Franchini Roberta Allodi Erica Maffioli                             |                                                                     |
| 2001      | Peking / China                                                      | Park Kyung-mo                                                       | Kateryna Palecha                                                    | China Chen Hongyuan Sun Jian Yang Bo Ni Guobin                                         | Südkorea Choi Nam-ok Park Sung-hyun Kim Kyung-wook Choi Jin                                       |                                                                     |
| 2003      | New York City / USA                                                 | Michele Frangilli                                                   | Yun Mi-jin                                                          | Südkorea Im Dong-hyun Jang Yong-ho Park Kyung-mo Choi Young-kwang                      | Südkorea Yun Mi-jin Park Sung-hyun Lee Hyun-jung Park Mi-kyung                                    |                                                                     |
| 2003      | New York City / USA                                                 | Im Dong-hyun                                                        | Park Sung-hyun                                                      | Schweden Mikael Larsson Mattias Eriksson Magnus Petersson Jonas Andersson              | Japan Sayoko Kawauchi Sayami Matsushita Yukari Kawasaki                                           |                                                                     |
| 2003      | New York City / USA                                                 | David Barnes                                                        | Lee Hyun-jung                                                       | Italien Michele Frangilli Marco Galiazzo Ilario Di Buò Francesco Lunelli               | Ukraine Kateryna Palecha Iulia Lobschanidse Tetjana Dorochowa Natalija Burdejna                   |                                                                     |
| 2005      | Madrid / Spanien                                                    | Chung Jae-hun                                                       | Lee Sung-jin                                                        | Südkorea Park Kyung-mo Chung Jae-hun Choi Won-jong                                     | Südkorea Lee Tuk-young Park Sung-hyun Yun Mi-jin                                                  |                                                                     |
| 2005      | Madrid / Spanien                                                    | Ryuichi Moriya                                                      | Lee Tuk-young                                                       | Indien Tarundeep Rai Gautam Singh Jayanta Talukdar                                     | Ukraine Kateryna Palecha Natalija Burdejna Tetjana Bereschna                                      |                                                                     |
| 2005      | Madrid / Spanien                                                    | Choi Won-jong                                                       | Park Sung-hyun                                                      | Polen Piotr Piątek Jacek Proć Grzegorz Śliwka                                          | Russland Margarita Galinowskaja Jelena Gratschewa Jekaterina Charchanowa                          |                                                                     |
| 2007      | Leipzig / Deutschland                                               | Im Dong-hyun                                                        | Natalia Valeeva                                                     | Südkorea Im Dong-hyun Kim Yeon-chul Lee Chang-hwan                                     | Südkorea Choi Eun-young Lee Tuk-young Park Sung-hyun                                              |                                                                     |
| 2007      | Leipzig / Deutschland                                               | Balschinima Zyrempilow                                              | Park Sung-hyun                                                      | Großbritannien Laurence Godfrey Simon Terry Alan Wills                                 | Chinesisch Taipeh Shen Hsiao-chun Wu Hui-ju Yuan Shu-chi                                          |                                                                     |
| 2007      | Leipzig / Deutschland                                               | Alan Wills                                                          | Natalja Erdynijewa                                                  | Chinesisch Taipeh Kuo Cheng-wei Liu Ming-huang Wang Cheng-pang                         | Großbritannien Alison Williamson Charlotte Burgess Naomi Folkard                                  |                                                                     |
| 2009      | Ulsan / Südkorea                                                    | Lee Chang-hwan                                                      | Joo Hyun-jung                                                       | Südkorea Im Dong-hyun Lee Chang-hwan Oh Jin-hyek                                       | Südkorea Joo Hyun-jung Kwak Ye-ji Yun Ok-hee                                                      |                                                                     |
| 2009      | Ulsan / Südkorea                                                    | Im Dong-hyun                                                        | Kwak Ye-ji                                                          | Frankreich Thomas Aubert Romain Girouille Jean-Charles Valladont                       | Japan Miki Kanie Asako Matsunaga Sayami Matsushita                                                |                                                                     |
| 2009      | Ulsan / Südkorea                                                    | Wiktor Ruban                                                        | Natalia Sánchez                                                     | Japan Hideki Kikuchi Hiroshi Yamamoto Horiyuki Yoshinaga                               | Russland Tatjana Borodai Natalja Erdynijewa Tatjana Segina                                        |                                                                     |
| 2011      | Turin / Italien                                                     | Kim Woo-jin                                                         | Denisse van Lamoen                                                  | Südkorea Im Dong-hyun Kim Woo-jin Oh Jin-hyek                                          | Italien Guendalina Sartori Jessica Tomasi Natalia Valeeva                                         | Südkorea Im Dong-hyun Ki Bo-bae                                     |
| 2011      | Turin / Italien                                                     | Oh Jin-hyek                                                         | Kristine Essebua                                                    | Frankreich Romain Girouille Gaël Prévost Jean-Charles Valladont                        | Indien Laishram Bombayla Devi Deepika Kumari Chekrovolu Swuro                                     | Mexiko Aída Román Juan René Serrano                                 |
| 2011      | Turin / Italien                                                     | Brady Ellison                                                       | Fang Yuting                                                         | Italien Michele Frangilli Marco Galiazzo Mauro Nespoli                                 | Südkorea Han Gyeong-hee Jung Daso-mi Ki Bo-bae                                                    | Großbritannien Laurence Godfrey Amy Oliver                          |
| 2013      | Belek / Türkei                                                      | Lee Seung-yun                                                       | Maja Jager                                                          | Vereinigte Staaten Jake Kaminski Joe Fanchin Brady Ellison                             | Südkorea Yun Ok-hee Ki Bo-bae Chang Hye-jin                                                       | Südkorea Oh Jin-hyek Ki Bo-bae                                      |
| 2013      | Belek / Türkei                                                      | Oh Jin-hyek                                                         | Xu Jing                                                             | Niederlande Rick van der Ven Rick van den Oever Sjef van den Berg                      | Belarus Alena Tolkatsch Kazjaryna Zimafejewa Hanna Marussawa                                      | Vereinigte Staaten Khatuna Lorig Brady Ellison                      |
| 2013      | Belek / Türkei                                                      | Crispin Duenas                                                      | Yun Ok-hee                                                          | Frankreich Jean-Charles Valladont Gaël Prévost Thomas Faucheron                        | Dänemark Anne Marie Laursen Maja Jager Carina Christiansen                                        | Chinesisch Taipeh Tan Ya-ting Kuo Cheng-wei                         |
| 2015      | Kopenhagen / Dänemark                                               | Kim Woo-jin                                                         | Ki Bo-bae                                                           | Südkorea Kim Woo-jin Oh Jin-hyek Ku Bon-chan                                           | Russland Xenija Perowa Tujana Daschidorschijewa Inna Stepanowa                                    | Südkorea Ku Bon-chan Ki Bo-bae                                      |
| 2015      | Kopenhagen / Dänemark                                               | Rick van der Ven                                                    | Lin Shih-chia                                                       | Italien Michele Frangilli David Pasqualucci Mauro Nespoli                              | Indien Rimil Buriuly Laxmirani Majhi Deepika Kumari                                               | Chinesisch Taipeh Kuo Cheng-wei Lin Chih-chia                       |
| 2015      | Kopenhagen / Dänemark                                               | Takaharu Furukawa                                                   | Choi Mi-sun                                                         | Chinesisch Taipeh Yu Guan-lin Wang Hou-chieh Kuo Cheng-wei                             | Südkorea Choi Mi-sun Kang Chae-young Ki Bo-bae                                                    | China Gu Xuesong Zhu Jueman                                         |
| 2017      | Mexiko-Stadt / Mexiko                                               | Im Dong-hyun                                                        | Xenija Perowa                                                       | Italien Marco Galiazzo David Pasqualucci Mauro Nespoli                                 | Südkorea Chang Hye-jin Kang Chae-young Choi Mi-sun                                                | Südkorea Im Dong-hyun Kang Chae-young                               |
| 2017      | Mexiko-Stadt / Mexiko                                               | Wei Chun-heng                                                       | Chang Hye-jin                                                       | Frankreich Thomas Chirault Jean-Charles Valladont Pierre Plihon                        | Mexiko Alejandra Valencia Aída Román Mariana Avitia                                               | Deutschland Florian Kahllund Lisa Unruh                             |
| 2017      | Mexiko-Stadt / Mexiko                                               | Steve Wijler                                                        | Tan Ya-ting                                                         | Südkorea Kim Woo-jin Oh Jin-hyek Dong Hyun-im                                          | Chinesisch Taipeh Tan Ya-ting Lin Yu-hsuan Lin Shih-chia                                          | Großbritannien$Patrick Huston$Naomi Folkard                         |
| 2019      | ’s-Hertogenbosch / Niederlande                                      | Brady Ellison                                                       | Lei Chien-ying                                                      | China Ding Yiliang Feng Hao Wei Shaoxuan                                               | Chinesisch Taipeh Lei Chien-ying Peng Chia-mao Tan Ya-ting                                        | Südkorea Lee Woo-seok Kang Chae-young                               |
| 2019      | ’s-Hertogenbosch / Niederlande                                      | Khairul Anuar Mohamad                                               | Kang Chae-young                                                     | Indien Atanu Das Pravin Ramesh Jadhav Tarundeep Rai                                    | Südkorea Chang Hye-jin Choi Mi-sun Kang Chae-young                                                | Niederlande Sjef van den Berg Gabriela Bayardo                      |
| 2019      | ’s-Hertogenbosch / Niederlande                                      | Ruman Shana                                                         | Choi Mi-sun                                                         | Südkorea Kim Woo-jin Lee Seung-yun Lee Woo-seok                                        | Großbritannien Sarah Bettles Naomi Folkard Bryony Pitman                                          | Italien Mauro Nespoli Vanessa Landi                                 |
| 2021      | Yankton / Vereinigte Staaten                                        | Kim Woo-jin                                                         | Jang Min-hee                                                        | Südkorea Kim Je-deok Kim Woo-jin Oh Jin-hyek                                           | Südkorea Jang Min-hee An San Kang Chae-young                                                      | Südkorea An San Kim Woo-jin                                         |
| 2021      | Yankton / Vereinigte Staaten                                        | Marcus D’Almeida                                                    | Casey Kaufhold                                                      | Vereinigte Staaten Jack Williams Matthew Nofel Brady Ellison                           | Mexiko Ana Paula Vázquez Alejandra Valencia Aída Román                                            | Russian Archery Federation Jelena Ossipowa Galsan Basarschapow      |
| 2021      | Yankton / Vereinigte Staaten                                        | Brady Ellison                                                       | An San                                                              | Chinesisch Taipeh Hung Cheng-hao Yu Guan-lin Wei Chun-heng                             | Frankreich Lisa Barbelin Mélodie Richard Caroline Lopez                                           | Türkei Yasemin Anagöz Mete Gazoz                                    |

#### Nationenwertung
Stand: Oktober 2020
| Platz | Land             | Gold | Silber | Bronze | Gesamt |
| ----- | ---------------- | ---- | ------ | ------ | ------ |
| 1.    | Südkorea         | 58   | 26     | 21     | 105    |
| 2.    | USA              | 45   | 28     | 25     | 98     |
| 3.    | Schweden         | 18   | 18     | 21     | 57     |
| 4.    | Polen            | 16   | 15     | 12     | 43     |
| 5.    | Sowjetunion      | 14   | 8      | 3      | 25     |
| 6.    | Großbritannien   | 10   | 18     | 24     | 52     |
| 7.    | Tschechoslowakei | 8    | 7      | 9      | 24     |
| 8.    | Frankreich       | 6    | 9      | 11     | 26     |
| 9.    | Italien          | 6    | 5      | 4      | 15     |
| 10.   | Finnland         | 5    | 13     | 9      | 27     |
| 11.   | Dänemark         | 5    | 9      | 6      | 20     |
| 12.   | Belgien          | 3    | 8      | 9      | 20     |
| 13.   | China            | 3    | 2      | 7      | 12     |
| 14.   | Taiwan           | 2    | 5      | 6      | 13     |
| 15.   | Russland         | 2    | 3      | 4      | 9      |
| 16.   | Deutschland      | 1    | 6      | 2      | 9      |
| 17.   | Australien       | 1    | 1      | 5      | 7      |
| 18.   | Kanada           | 1    | 1      | 3      | 5      |
| 19.   | Moldau           | 1    | 0      | 0      | 1      |
| 19.   | Chile            | 1    | 0      | 0      | 1      |
| 21.   | Japan            | 0    | 5      | 4      | 9      |
| 22.   | Indien           | 0    | 4      | 0      | 4      |
| 23.   | Niederlande      | 0    | 3      | 2      | 5      |
| 24.   | Mexiko           | 0    | 3      | 0      | 3      |
| 25.   | Ukraine          | 0    | 2      | 3      | 5      |
| 26.   | Südafrika        | 0    | 1      | 3      | 4      |
| 26.   | Türkei           | 0    | 1      | 3      | 4      |
| 28.   | Norwegen         | 0    | 1      | 0      | 1      |
| 28.   | Georgien         | 0    | 1      | 0      | 1      |
| 28    | Belarus          | 0    | 1      | 0      | 1      |
| 28    | Malaysia         | 0    | 1      | 0      | 1      |
| 28    | Brasilien        | 0    | 1      | 0      | 1      |
| 33    | Indonesien       | 0    | 0      | 1      | 1      |
| 33    | Nordkorea        | 0    | 0      | 1      | 1      |
| 33    | Kasachstan       | 0    | 0      | 1      | 1      |
| 33.   | Kolumbien        | 0    | 0      | 1      | 1      |
| 33.   | Slowenien        | 0    | 0      | 1      | 1      |
| 33.   | Bangladesch      | 0    | 0      | 1      | 1      |

### Compoundbogen
| Jahr | Ort / Land                     | Herren                | Damen                   | Herren-Mannschaft                                                         | Damen-Mannschaft                                                              | Mixed                                             |
| ---- | ------------------------------ | --------------------- | ----------------------- | ------------------------------------------------------------------------- | ----------------------------------------------------------------------------- | ------------------------------------------------- |
| 1995 | Jakarta / Indonesien           | Gary Broadhead        | Angela Moscarelli       | Frankreich Gérard Douis Thomas Randall Oliver Careau Dominique Casagrande | Vereinigte Staaten Angela Moscarelli Inga Low Michelle Ragsdale Anna Bessette |                                                   |
| 1995 | Jakarta / Indonesien           | John Vozzy            | Petra Ericsson          | Vereinigte Staaten Gary Broadhead John Vozzy Thomas Chowe Terry Ragsdale  | Schweden Petra Ericsson Helena Nelson Ulrika Sjöwall                          |                                                   |
| 1995 | Jakarta / Indonesien           | Phillip Tremelling    | Inga Low                | Australien Phillip Tremeling Michael Harkess Duane Coates Clint Freeman   | Italien Anna Campagnoli Cristina Pernazza Carmen Ceriotti Pabiola Palazzini   |                                                   |
| 1997 | Victoria / Kanada              | Dee Wilde             | Fabiola Palazzini       | Ungarn János Povázson Antal Szokol Tibor Ondrik                           | Italien Fabiola Palazzini Serena Pisano Cristina Pernazza Anna Campagnoli     |                                                   |
| 1997 | Victoria / Kanada              | Terry Ragsdale        | Catherine Pellen        | Spanien Juan Sancho José Ignacio Catalán Antonio Cerra Alberto Blásquez   | Vereinigte Staaten Jamie van Natta Tara Swanney Michelle Ragsdale Nancy Zorn  |                                                   |
| 1997 | Victoria / Kanada              | Clint Freeman         | Jamie van Natta         | Kanada Hermel Volpe Brian Bagnall Jean-Claude Lacerte Andy Fochuk         | Frankreich Catherine Pellen Catherine Deburck Valérie Fabre Michele Deloraine |                                                   |
| 1999 | Riom / Frankreich              | David Cousins         | Catherine Pellen        | Vereinigte Staaten Logan Wilde Lawrence Wilde David Cousins               | Chinesisch Taipeh Pei-Yi Shih Ya-Ping Shish Chong-Yu Huang                    |                                                   |
| 1999 | Riom / Frankreich              | Stephen Gooden        | Ya-Ping Shish           | Ungarn János Povázson Antal Szokol Tibor Ondrik                           | Niederlande Marjon Pigney Annemarie Puts Irma Luyting                         |                                                   |
| 1999 | Riom / Frankreich              | Tibor Ondrik          | Fabiola Palazzini       | Großbritannien Stephen Gooden Chris White Paul Peart Michael Peart        | Deutschland Bettina Thiele Christina Knöbel Astrid Hänschen                   |                                                   |
| 2001 | Peking / China                 | Dejan Sitar           | Ulrika Sjöwall          | Norwegen Morten Bøe Terje Roestad Sigmund Johansen Kolbjørn Flaa          | Frankreich Maggy Masson Valérie Fabre Catherine Pellen                        |                                                   |
| 2001 | Peking / China                 | Morgan Lundin         | Bettina Thiele          | Deutschland Rainer Voss Robert Hesse Stefan Griem                         | Italien Assunta Atorino Stefania Montagnoni Francesca Peracino                |                                                   |
| 2001 | Peking / China                 | Morten Bøe            | Sirkka Sokka-Matikainen | Großbritannien Chris White Michael Peart Jonathan Mynott Andrew Rose      | Niederlande Olga Zandvliet Irma Luyting Marjon Pigney                         |                                                   |
| 2003 | New York City / USA            | Clint Freeman         | Mary Zorn               | Vereinigte Staaten David Cousins Braden Gellenthien Reo Wilde Dee Wilde   | Vereinigte Staaten Mary Zorn Amber Dawson Aya Labrie Christie Bisco           |                                                   |
| 2003 | New York City / USA            | David Cousins         | Amber Dawson            | Italien Antonio Tosco Mario Ruele Fabio Girardi Marco Delministro         | Frankreich Sandrine Vandionant Maggy Masson Cecile Jousselin Valérie Fabre    |                                                   |
| 2003 | New York City / USA            | Braden Gellenthien    | Irma Luyting            | Kanada Kevin Tataryn Ed Wilson Travis Van Daele Benny Rarenteau           | Deutschland Petra Dortmund Dorith Landesfeind Andrea Weihe                    |                                                   |
| 2005 | Madrid / Spanien               | Morgan Lundin         | Sofja Gontscharowa      | Vereinigte Staaten Dave Cousins Braden Gellenthien Kevin Polish Dee Wilde | Frankreich Anne-Marie Bloch Valérie Fabre Cecile Jousselin Francoise Volle    |                                                   |
| 2005 | Madrid / Spanien               | Morten Bøe            | Arminda Bastos          | Norwegen Morten Bøe Terje Roestad Thomas Stevoll Odd Martin Mørk          | Vereinigte Staaten Mary Zorn Erika Anschutz Jamie Van Natta Christie Colin    |                                                   |
| 2005 | Madrid / Spanien               | Dejan Sitar           | Swetlana Kondraschenko  | Australien Patrick Coghlan Clint Freeman Dennis Carson Jay Bowden         | Dänemark Camilla Sømod Louise Hauge Rikke Marslev                             |                                                   |
| 2007 | Leipzig / Deutschland          | Dietmar Trillus       | Eugenia Salvi           | Vereinigte Staaten Braden Gellenthien Reo Wilde Rodger Willett jr.        | Belgien Catherine Dessoy Petra Haemhouts Gladys Willems                       |                                                   |
| 2007 | Leipzig / Deutschland          | Braden Gellenthien    | Albina Loginowa         | Australien Patrick Coghlan Clint Freeman Robert Timms                     | Italien Anastasia Anastasio Eugenia Salvi Giorgia Solato                      |                                                   |
| 2007 | Leipzig / Deutschland          | Martin Damsbo         | Amandine Bouillot       | Schweden Fredrik Lindblad Morgan Lundin Anders Malm                       | Vereinigte Staaten Erika Anschutz Kendal Nicely Jamie Van Natta               |                                                   |
| 2009 | Ulsan / Südkorea               | Reo Wilde             | Albina Loginowa         | Vereinigte Staaten Dave Cousins Braden Gellenthien Reo Wilde              | Russland Wiktorija Balschanowa Jekaterina Korobejnikowa Albina Loginowa       |                                                   |
| 2009 | Ulsan / Südkorea               | Liam Grimwood         | Jorina Coetzee          | Russland Wladimir Fedosow Dansan Jaludorow Anton Chlyschenko              | Südkorea Kwon Oh-hyang Seo Jung-hee Seok Ji-hyun                              |                                                   |
| 2009 | Ulsan / Südkorea               | Stephen Clifton       | Laura Longo             | El Salvador Roberto Hernández Rigoberto Hernandez Jorge Jimenez           | Erika Anschutz Kendal Nicely Diane Watson                                     |                                                   |
| 2011 | Turin / Italien                | Christopher Perkins   | Albina Loginowa         | Vereinigte Staaten Jesse Broadwater Braden Gellenthien Reo Wilde          | Vereinigte Staaten Erika Anschutz Cristie Colin Jamie Van Natta               | Italien Sergio Pagni Marcella Tonioli             |
| 2011 | Turin / Italien                | Jesse Broadwater      | Pascale Labecque        | Dänemark Martin Damsbo Torben Johannesen Patrick Laursen                  | Iran Seyedeh-Vida Halmianavval Mahtab Parsamehr Shabnan Sarlak                | Niederlande Peter Elzinga Inge van Caspel         |
| 2011 | Turin / Italien                | Reo Wilde             | Erika Anschutz          | Kanada Christopher Perkins Simon Rousseau Dietmar Trillus                 | Venezuela Olga Bosch Luzmary Guédez Ana Mendoza                               | Südkorea Choi Yong-hee Seok Ji-hyun               |
| 2013 | Belek / Türkei                 | Mike Schloesser       | Kristina Berger         | Dänemark Patrick Laursen Stephan Hansen Martin Damsbo                     | Kolumbien Alejandra Usquiano Sara López Aura María Bravo                      | Italien Marcella Tonioli Sergio Pagni             |
| 2013 | Belek / Türkei                 | Pierre-Julien Deloche | Ivana Buden             | Patrick Roux D.P. Bierman Gabriel Badenhorst                              | Niederlande Inge van Caspel Irina Markovic Martine Couwenberg                 | Russland Albina Loginowa Alexander Dambajew       |
| 2013 | Belek / Türkei                 | Alexander Dambajew    | Gerda Roux              | Frankreich Dominique Genet Pierre-Julien Deloche Sebastien Brasseur       | Frankreich Sandrine Vandionant Pascale Lebecque Sophie Dodémont               | Vereinigte Staaten Erika Jones Jesse Broadwater   |
| 2015 | Kopenhagen / Dänemark          | Stephan Hansen        | Kim Yun-hee             | Iran Esmaeil Ebadi Mair Kazempou Majid Gheidi                             | Ukraine Wiktorija Djakowa Marija Schkolna Olena Boryssenko                    | Südkorea Kim Yun-hee Kim Jong-ho                  |
| 2015 | Kopenhagen / Dänemark          | Rajat Chauhan         | Chrystal Gauvin         | Kanada Kevin Tataryn Christopher Perkins Dietmar Trillus                  | Niederlande Inge van Caspel Irina Markovic Evelien Groeneveld                 | Frankreich Amélie Sancenot Dominique Genet        |
| 2015 | Kopenhagen / Dänemark          | Adam Ravenscroft      | Sara López              | Dänemark Martin Damsbo Stephan Hansen Patrick Laursen                     | Südkorea Kim Yun-Hee Choi Bomin Seol Dayeong                                  | Südafrika Sera Cornelius Patrick Roux             |
| 2017 | Mexiko-Stadt / Mexiko          | Sébastien Peineau     | Song Yun-soo            | Vereinigte Staaten Steve Anderson Braden Gellenthien Kristofer Schaff     | Kolumbien Sara López Alejandra Usquiano Nora Valdez                           | Südkorea Kim Jong-ho Song Yun-soo                 |
| 2017 | Mexiko-Stadt / Mexiko          | Stephan Hansen        | Yeşim Bostan            | Italien Sergio Pagni Frederico Pagnoni Alberto Simonelli                  | Indien Trisha Deb Lily Paonam Jyothi Vennam                                   | Deutschland Kristina Heigenhauser Marcel Trachsel |
| 2017 | Mexiko-Stadt / Mexiko          | Braden Gellenthien    | Kristina Heigenhauser   | Kolumbien Sebastián Arenas Camilo Cardona Daniel Muñoz                    | Südkorea Choi Bo-min So Chae-won Song Yun-soo                                 | Italien Irene Franchini Sergio Pagni              |
| 2019 | ’s-Hertogenbosch / Niederlande | James Lutz            | Natalja Awdejewa        | Südkorea Choi Yong-hee Kim Jong-ho Yang Jae-won                           | Chinesisch Taipeh Chen Li-ju Chen Yi-hsuan Huang I-jou                        | Südkorea Kim Jong-ho So Chae-won                  |
| 2019 | ’s-Hertogenbosch / Niederlande | Anders Faugstad       | Paige Pearce            | Türkei Süleyman Araz Evren Çağıran Muhammed Yetim                         | Vereinigte Staaten Cassidy Cox Paige Pearce Alexis Ruiz                       | Frankreich Pierre-Julien Deloche Sophie Dodémont  |
| 2019 | ’s-Hertogenbosch / Niederlande | Kim Jong-ho           | Jyothi Surekha Vennam   | Niederlande Peter Elzinga Sil Pater Mike Schloesser                       | Indien Raj Kaur Muskan Kirar Jyothi Surekha Vennam                            | Chinesisch Taipeh Chen Chieh-lun Chen Yi-hsuan    |
| 2021 | Yankton / Vereinigte Staaten   | Nico Wiener           | Sara López              | Vereinigte Staaten Braden Gellenthien James Lutz Kris Schaff              | Kolumbien Sara López Alejandra Usquiano Nora Valdez                           | Kolumbien Sara López Daniel Muñoz                 |
| 2021 | Yankton / Vereinigte Staaten   | Mike Schloesser       | Jyothi Surekha Vennam   | Mexiko Miguel Becerra Antonio Hidalgo Uriel Olvera                        | Indien Priya Gurjar Muskan Kirar Jyothi Surekha Vennam                        | Indien Jyothi Surekha Vennam Abhishek Verma       |
| 2021 | Yankton / Vereinigte Staaten   | Robin Jäätma          | Andrea Becerra          | Österreich Stefan Heincz Michael Matzner Nico Wiener                      | Vereinigte Staaten Linda Ochoa Paige Pearce Makenna Proctor                   | Südkorea Kim Yun-hee Kim Jong-ho                  |

#### Nationenwertung
Bei dem nicht olympischen Compoundbogen führt auch die USA mit 15 Titeln die Nationenwertung vor Italien (5) und Frankreich (4) an.
| Platz | Land               | Gold | Silber | Bronze | Gesamt |
| ----- | ------------------ | ---- | ------ | ------ | ------ |
| 1.    | Vereinigte Staaten | 15   | 9      | 8      | 32     |
| 2.    | Italien            | 5    | 3      | 3      | 11     |
| 3.    | Frankreich         | 4    | 4      | 4      | 12     |
| 4.    | Kolumbien          | 3    | 0      | 0      | 3      |
| 5.    | Russland           | 2    | 3      | 2      | 7      |
| 6.    | Kanada             | 2    | 0      | 3      | 5      |
| 7.    | Niederlande        | 1    | 3      | 2      | 6      |
| 7.    | Schweden           | 1    | 3      | 2      | 6      |
| 9.    | Deutschland        | 1    | 2      | 3      | 6      |
| 10.   | Großbritannien     | 1    | 2      | 2      | 5      |
| 11.   | Australien         | 1    | 1      | 3      | 5      |
| 12.   | Südkorea           | 1    | 1      | 2      | 4      |
| 13.   | Ungarn             | 1    | 1      | 1      | 3      |
| 13.   | Dänemark           | 1    | 1      | 1      | 3      |
| 15.   | Taiwan             | 1    | 1      | 0      | 2      |
| 16.   | Norwegen           | 1    | 0      | 1      | 2      |
| 17.   | Slowenien          | 1    | 0      | 0      | 1      |
| 17.   | Belgien            | 1    | 0      | 0      | 1      |
| 19.   | Südafrika          | 0    | 2      | 1      | 3      |
| 20.   | Indien             | 0    | 2      | 0      | 2      |
| 21.   | Österreich         | 0    | 1      | 1      | 2      |
| 22.   | Kroatien           | 0    | 1      | 0      | 1      |
| 22.   | Spanien            | 0    | 1      | 0      | 1      |
| 22.   | Iran               | 0    | 1      | 0      | 1      |
| 22.   | Mexiko             | 0    | 1      | 0      | 1      |
| 26.   | Finnland           | 0    | 0      | 1      | 1      |
| 26.   | El Salvador        | 0    | 0      | 1      | 1      |
| 26.   | Venezuela          | 0    | 0      | 1      | 1      |

## Weltmeisterschaft in der Halle
Weltmeisterschaften in der Halle werden seit 1991 ausgetragen. 1995 wurden sie, neben Einzel, um die Mannschaft ergänzt.

### Olympischer Bogen
| Jahr | Land / Ort                          | Herren                 | Damen              | Herren-Mannschaft                                                 | Damen-Mannschaft                                                             | Mixed |
| ---- | ----------------------------------- | ---------------------- | ------------------ | ----------------------------------------------------------------- | ---------------------------------------------------------------------------- | ----- |
| 1991 | Oulu / Finnland                     | Sébastien Flute        | Natalia Valeeva    |                                                                   |                                                                              |       |
| 1991 | Oulu / Finnland                     | Jay Barrs              | Chin Chiu-yueh     |                                                                   |                                                                              |       |
| 1991 | Oulu / Finnland                     | Wadim Schikarew        | Séverine Bonal     |                                                                   |                                                                              |       |
| 1993 | Perpignan / Frankreich              | Gennadi Mitrofanow     | Jennifer O’Donnell |                                                                   |                                                                              |       |
| 1993 | Perpignan / Frankreich              | Wu Tsung-yi            | Natalia Valeeva    |                                                                   |                                                                              |       |
| 1993 | Perpignan / Frankreich              | Stanyslaw Sabrodskyj   | Wolha Jakuschawa   |                                                                   |                                                                              |       |
| 1995 | Birmingham / Vereinigtes Königreich | Magnus Petersson       | Natalia Valeeva    | Vereinigte Staaten Butch Johnson Rod White Edwin Eliason          | Ukraine Lina Herassymenko Tetjana Muntjan Natalija Bilucha                   |       |
| 1995 | Birmingham / Vereinigtes Königreich | Sébastien Flute        | Patricia Michel    | Frankreich Sébastien Flute Lionel Torrés Ludovic Cotry            | Russland Margarita Galinowskaja Jelena Tutatschikowa Nadeschda Badmazirenowa |       |
| 1995 | Birmingham / Vereinigtes Königreich | Fred van Zutphen       | Natalia Nasaridze  | Italien Calogero Sgarito Alessandro Rivolta Matteo Bisiani        | Italien Franca Milesi Paola Fantato Cristina Ioriatti                        |       |
| 1997 | Istanbul / Türkei                   | Chung Jae-hun          | Tetjana Muntjan    | Südkorea Chung Jae-hun Lee Dong-uk Han Seung-hoon                 | Deutschland Cornelia Pfohl Wiebke Nulle Sandra Wagner                        |       |
| 1997 | Istanbul / Türkei                   | Shane Parker           | Kim Hyun-ji        | Schweden Magnus Petersson Göran Bjerendal Per-Johan Spang         | Kasachstan Iana Tuniants Irina Leonowa Jelena Plotnikowa                     |       |
| 1997 | Istanbul / Türkei                   | Sébastien Flute        | Natalia Nasaridze  | Italien Michele Frangilli Filippo Clini Matteo Bisiani            | Ukraine Lina Herassymenko Switlana Bard Tetjana Muntjan                      |       |
| 1999 | Havanna / Kuba                      | Magnus Petersson       | Natalia Valeeva    | Australien Simon Fairweather Matthew Gray Scott Hunter-Russell    | Frankreich Sylvie Pissis Céline Lizzul Alexandra Fouace                      |       |
| 1999 | Havanna / Kuba                      | Markijan Iwaschko      | Switlana Bard      | Italien Michele Frangilli Matteo Bisiani Ilario Di Buò            | Türkei Natalia Nasaridze Elif Altınkaynak Deniz Günay                        |       |
| 1999 | Havanna / Kuba                      | Chung Jae-hun          | Agata Bulwa        | Deutschland Alexander Fröse Michael Frankenberg Thilo Koch        | Ukraine Tetjana Bereschna Switlana Bard Olena Sadownitschnaja                |       |
| 2001 | Florenz / Italien                   | Michele Frangilli      | Natalia Valeeva    | Vereinigte Staaten                                                | Russland                                                                     |       |
| 2001 | Florenz / Italien                   | Richard Johnson        | Agata Bulwa        | Russland                                                          | Vereinigte Staaten                                                           |       |
| 2001 | Florenz / Italien                   | Özdemir Akbal          | Natalija Burdejna  | Italien                                                           | Ukraine                                                                      |       |
| 2003 | Nîmes / Frankreich                  | Ilario Di Buò          | Bérengère Schuh    | Italien                                                           | Ukraine                                                                      |       |
| 2003 | Nîmes / Frankreich                  | Michele Frangilli      | Jennifer Nichols   | Bulgarien                                                         | Türkei                                                                       |       |
| 2003 | Nîmes / Frankreich                  | Balschinima Zyrempilow | Evangelia Psarra   | Frankreich                                                        | Russland                                                                     |       |
| 2005 | Aalborg / Dänemark                  | Erdem Zhigzhitov       | Natalija Burdejna  | Ukraine                                                           | Frankreich                                                                   |       |
| 2005 | Aalborg / Dänemark                  | Vic Wunderle           | Tetjana Dorokhova  | Italien                                                           | Ukraine                                                                      |       |
| 2005 | Aalborg / Dänemark                  | Oleksandr Serdjuk      | Christina Schäfer  | Russland                                                          | Polen                                                                        |       |
| 2007 | Izmir / Türkei                      | Sebastian Rohrberg     | Nami Hayakawa      | Italien                                                           | Frankreich                                                                   |       |
| 2007 | Izmir / Türkei                      | Shawn Rice             | Tetjana Dorokhova  | Deutschland                                                       | Deutschland                                                                  |       |
| 2007 | Izmir / Türkei                      | Markijan Iwaschko      | Bérengère Schuh    | Vereinigte Staaten                                                | Ukraine                                                                      |       |
| 2009 | Rzeszów / Polen                     | Jawor Christow         | Karina Winter      | Vereinigte Staaten                                                | Italien                                                                      |       |
| 2009 | Rzeszów / Polen                     | Rafał Dobrowolski      | Natalia Valeeva    | Italien                                                           | Deutschland                                                                  |       |
| 2009 | Rzeszów / Polen                     | Jean-Charles Valladont | Bérengère Schuh    | Mexiko                                                            | Russland                                                                     |       |
| 2012 | Las Vegas / Vereinigte Staaten      | Marco Galiazzo         | Natalia Valeeva    | Vereinigte Staaten Brady Ellison Vic Wunderle Jake Kaminski       | Vereinigte Staaten Jennifer Nichols Brandi Deloach Miranda Leek              |       |
| 2012 | Las Vegas / Vereinigte Staaten      | Jake Kaminski          | Miranda Leek       | Russland Bair Badjonow Balschinima Zyrempilow Alexej Borodin      | Japan Mitsue Nagoka Miki Kanie Mai Okubo                                     |       |
| 2012 | Las Vegas / Vereinigte Staaten      | Brady Ellison          | Xenija Perowa      | Ukraine Wiktor Ruban Jaroslaw Mokrynsky Jurij Havelko             | Italien Guendalina Sartori Elena Tonetta Natalia Valeeva                     |       |
| 2014 | Nîmes / Frankreich                  | Ryan Tyack             | Aída Román         | Ukraine Heorhiy Ivanytskyy Markijan Iwaschko Wiktor Ruban         | Ukraine Weronika Martschenko Anastasia Pavlova Lidija Sitschenikowa          |       |
| 2014 | Nîmes / Frankreich                  | Wiktor Ruban           | Miki Nakamura      | Japan Hideki Kikuchi Naoya Oniyama Shungo Tabata                  | Deutschland Veronika Haidn-Tschalova Elena Richter Karina Winter             |       |
| 2014 | Nîmes / Frankreich                  | Brady Ellison          | Anastasia Pavlova  | Niederlande Sjef van den Berg Rick van den Oever Rick van der Ven | Polen Natalia Lesniak Karina Lipiarska Adriana Zuranska                      |       |
| 2016 | Ankara / Türkei                     | Georgi Ivanitski       | Lisa Unruh         | Deutschland Florian Floto Florian Kahllund Carlo Schmitz          | Japan Tomomi Sugimoto Kaori Kawanaka Rina Sugibashi                          |       |
| 2016 | Ankara / Türkei                     | Sergey Makarevich      | Natalia Lesniak    | Frankreich Florent Mulot Olivier Tavernier Thomas Antoine         | Polen Natalia Lesniak Karina Lipiarska Wioletta Myszor                       |       |
| 2016 | Ankara / Türkei                     | Brady Ellison          | Claudia Mandia     | Russland Bair Zybekdorschijew Alexander Koschin Arsalan Baldanov  | Georgien Iulia Lobschanidse Chatuna Narimanidse Kristine Essebua             |       |
| 2018 | Yankton / Vereinigte Staaten        | Sjef van den Berg      | Elena Richter      | Niederlande Sjef van den Berg Steve Wiljer Rick van der Ven       | Deutschland Elena Richter Lisa Unruh Michelle Kroppen                        |       |
| 2018 | Yankton / Vereinigte Staaten        | Daisuke Tomatsu        | Aída Román         | Australien Taylor Worth Astin Darcy Ryan Tyack                    | Russland Sajana Zyrempilowa Tujana Daschidorschijewa Elena Osipowa           |       |
| 2018 | Yankton / Vereinigte Staaten        | Taylor Worth           | Audrey Adiceom     | Ukraine Aleksey Hunbin Georgi Iwanitski Viktor Ruban              | Ukraine Anastasia Pawlowa Weronika Martschenko Solomia Trapeznikowa          |       |
| 2020 |                                     |                        |                    |                                                                   |                                                                              |       |
|      |                                     |                        |                    |                                                                   |                                                                              |       |
|      |                                     |                        |                    |                                                                   |                                                                              |       |

#### Nationenwertung
Stand: 28. Februar 2018
| Platz | Land                | Gold | Silber | Bronze | Gesamt |
| ----- | ------------------- | ---- | ------ | ------ | ------ |
| 1.    | Italien             | 9    | 5      | 6      | 20     |
| 2.    | Ukraine             | 8    | 7      | 11     | 26     |
| 3.    | Deutschland         | 7    | 4      | 2      | 13     |
| 4.    | Vereinigte Staaten  | 6    | 9      | 4      | 19     |
| 5.    | Frankreich          | 5    | 4      | 7      | 16     |
| 6.    | Russland            | 2    | 4      | 5      | 11     |
| 7.    | Japan               | 2    | 4      | 0      | 6      |
| 8.    | Südkorea            | 2    | 1      | 1      | 4      |
| 9.    | Australien          | 2    | 1      | 1      | 4      |
| 10.   | Schweden            | 2    | 1      | 0      | 3      |
| 11.   | Niederlande         | 2    | 0      | 2      | 4      |
| 12.   | Mexiko              | 1    | 1      | 1      | 3      |
| 13.   | Moldau              | 1    | 1      | 0      | 2      |
| 13.   | Bulgarien           | 1    | 1      | 0      | 2      |
| 15.   | Volksrepublik China | 1    | 0      | 1      | 2      |
| 16.   | Sowjetunion         | 1    | 0      | 1      | 2      |
| 17.   | Polen               | 0    | 4      | 3      | 7      |
| 18.   | Türkei              | 0    | 2      | 3      | 5      |
| 19.   | Chinesisch Taipeh   | 0    | 2      | 0      | 2      |
| 20.   | Kasachstan          | 0    | 1      | 0      | 1      |
| 21.   | Belarus             | 0    | 0      | 2      | 2      |
| 22.   | Griechenland        | 0    | 0      | 1      | 1      |
| 22.   | Georgien            | 0    | 0      | 1      | 1      |

### Compoundbogen
| Jahr | Land / Ort                          | Herren             | Damen               | Herren-Mannschaft                                                  | Damen-Mannschaft                                                  | Mixed |
| ---- | ----------------------------------- | ------------------ | ------------------- | ------------------------------------------------------------------ | ----------------------------------------------------------------- | ----- |
| 1991 | Oulu / Finnland                     | Joe Asay           | Lucia Panico        |                                                                    |                                                                   |       |
| 1991 | Oulu / Finnland                     | Dan Kolb           | Kirsi Rantanen      |                                                                    |                                                                   |       |
| 1991 | Oulu / Finnland                     | James Fowles       | Glenda Doran        |                                                                    |                                                                   |       |
| 1993 | Perpignan / Frankreich              | Kirk Ethridge      | Inga Low            |                                                                    |                                                                   |       |
| 1993 | Perpignan / Frankreich              | Paw Lassew         | Doran Glenda        |                                                                    |                                                                   |       |
| 1993 | Perpignan / Frankreich              | Dee Wilde          | Hélène Joinier      |                                                                    |                                                                   |       |
| 1995 | Birmingham / Vereinigtes Königreich | Mike Hendrikse     | Glenda Penaz        | Vereinigte Staaten                                                 | Vereinigte Staaten                                                |       |
| 1995 | Birmingham / Vereinigtes Königreich | Niels Baldur       | P. Eriksson         | Dänemark                                                           | Schweden                                                          |       |
| 1995 | Birmingham / Vereinigtes Königreich | Dee Wilde          | Nichola Simpson     | Italien                                                            | Italien                                                           |       |
| 1997 | Istanbul / Türkei                   | Dee Wilde          | Valerie Fabre       | Schweden                                                           | Vereinigte Staaten                                                |       |
| 1997 | Istanbul / Türkei                   | Thomas Crowe       | Sylviane Lambelet   | Dänemark                                                           | Frankreich                                                        |       |
| 1997 | Istanbul / Türkei                   | Morgan Lundin      | Irma Luyting        | Schweiz                                                            | Schweden                                                          |       |
| 1999 | Havanna / Kuba                      | James Butts        | Ashley Kamuf        | Vereinigte Staaten                                                 | Frankreich                                                        |       |
| 1999 | Havanna / Kuba                      | Jonathan Mynott    | Fabiola Palazzini   | Großbritannien                                                     | Schweiz                                                           |       |
| 1999 | Havanna / Kuba                      | Simon Tarplee      | Claire Treneman     | Schweden                                                           | Vereinigte Staaten                                                |       |
| 2001 | Florenz / Italien                   | Morgan Lundin      | Mary Zorn           | Italien                                                            | Vereinigte Staaten                                                |       |
| 2001 | Florenz / Italien                   | Antonio Tosco      | Fatima Agudo        | Vereinigte Staaten                                                 | Frankreich                                                        |       |
| 2001 | Florenz / Italien                   | Dave Cousins       | Andrea Cizmek       | Schweden                                                           | Niederlande                                                       |       |
| 2003 | Nîmes / Frankreich                  | Reo Wilde          | Gladys Willems      | Vereinigte Staaten                                                 | Vereinigte Staaten                                                |       |
| 2003 | Nîmes / Frankreich                  | Morgan Lundin      | Jessica Grant       | Schweden                                                           | Belgien                                                           |       |
| 2003 | Nîmes / Frankreich                  | Patrizio Hofer     | Mary Zorn           | Italien                                                            | Großbritannien                                                    |       |
| 2005 | Aalborg / Dänemark                  | Reo Wilde          | Mary Zorn           | Vereinigte Staaten                                                 | Vereinigte Staaten                                                |       |
| 2005 | Aalborg / Dänemark                  | Morgan Lundin      | Fatima Agudo        | Italien                                                            | Russland                                                          |       |
| 2005 | Aalborg / Dänemark                  | Morten Boe         | Jamie Van Natta     | Frankreich                                                         | Spanien                                                           |       |
| 2007 | Izmir / Türkei                      | Braden Gellenthien | Eugenia Salvi       | Vereinigte Staaten                                                 | Vereinigte Staaten                                                |       |
| 2007 | Izmir / Türkei                      | Jose Duo           | Fatima Agudo        | Frankreich                                                         | Russland                                                          |       |
| 2007 | Izmir / Türkei                      | Dominique Genet    | Paola Galletti      | Niederlande                                                        | Italien                                                           |       |
| 2009 | Rzeszów / Polen                     | Chance Beaubouef   | Mary Zorn           | Vereinigte Staaten                                                 | Vereinigte Staaten                                                |       |
| 2009 | Rzeszów / Polen                     | Jesse Broadwater   | Holly Larsen        | Großbritannien                                                     | Großbritannien                                                    |       |
| 2009 | Rzeszów / Polen                     | Dominique Genet    | Erika Anschutz      | Frankreich                                                         | Italien                                                           |       |
| 2012 | Las Vegas / Vereinigte Staaten      | Reo Wilde          | Viktoria Balzhanova | Vereinigte Staaten Braden Gellenthien reo Wilde Jimmy Butts        | Vereinigte Staaten Christie Colin Tristan Skaravan Erika Anschutz |       |
| 2012 | Las Vegas / Vereinigte Staaten      | Jimmy Butts        | Inga Van Caspel     | Frankreich Sebastien Peineau Guillaume Rubben Pierre Deloche       | Russland Albina Longinova Viktoria Balzhanova Natalia Avdeeva     |       |
| 2012 | Las Vegas / Vereinigte Staaten      | Julio Fierro       | Linda Ochoa         | Großbritannien Chris White Liam Grimwood Duncan Busby              | Großbritannien Andrea Gales Naomi Jones Nichola Simpson           |       |
| 2014 | Nîmes / Frankreich                  | Sergio Pagni       | Sophie Dodémont     | Vereinigte Staaten Jesse Broadwater Braden Gellenthien Roe Wilde   | Mexiko Rosalia Dominguez Brenda Merino Linda Ochoa                |       |
| 2014 | Nîmes / Frankreich                  | Reo Wilde          | Christie Colin      | Dänemark Martin Damsbo Stephan Hansen Patrik Laursen               | Vereinigte Staaten Christie Colin Crystal Gauvin Erika Jones      |       |
| 2014 | Nîmes / Frankreich                  | Stephan Hansen     | Pascale Lebecque    | Schweden Magnus Carlsson Carl-Henrik Gidenskold Morgan Lundin      | Südafrika Gerda Roux Jeanine Van Kradenburg Danelle Wentzel       |       |
| 2016 | Ankara / Türkei                     | Sebastien Peineau  | Irene Franchini     | Italien Sergio Pagin Luigi Dragoni Michele Nencioni                | Dänemark Tanja Jensen Erika Anear Sarah Sonnichsen                |       |
| 2016 | Ankara / Türkei                     | Mike Schloesser    | Albina Longinova    | Dänemark Patrik Laursen Stephan Hansen Martin Damsbo               | Russland Mariia Vinogradova Natalia Avdeeva Albina Longinova      |       |
| 2016 | Ankara / Türkei                     | Omid Taheri        | Sarah Prieels       | Frankreich Sebastien Peineau Jean Philippe Boulch Fabien Delobelle | Italien Irene Franchini Laura Longo Eleonora Sarti                |       |
| 2018 | Yankton / Vereinigte Staaten        | Mike Schloesser    | Natalia Avdeeva     | Vereinigte Staaten Jesse Broadwater Kris Schaff Tate Morgan        | Vereinigte Staaten Mary Hamm Paige Pearce-Gore Breanna Theodore   |       |
| 2018 | Yankton / Vereinigte Staaten        | Sergio Pagin       | Jesim Bostan        | Italien Viviano Mior Sergio Pagani Alberto Simonelli               | Russland Natalia Avdeeva Viktoria Balzhanova Alexandra Sawenkowa  |       |
| 2018 | Yankton / Vereinigte Staaten        | Jesse Broadwater   | Dawn Groszko        | Niederlande Peter Elzinga Sil Pater Mike Schloesser                | Kanada Dawn Groszko Madison Hart Fiona McClean                    |       |
| 2020 |                                     |                    |                     |                                                                    |                                                                   |       |
|      |                                     |                    |                     |                                                                    |                                                                   |       |
|      |                                     |                    |                     |                                                                    |                                                                   |       |

#### Nationenwertung
Stand: 28. Februar 2018
| Platz | Land | Gold | Silber | Bronze | Gesamt |
| ----- | ---- | ---- | ------ | ------ | ------ |
| 1.    |      |      |        |        |        |
| 2.    |      |      |        |        |        |
| 3.    |      |      |        |        |        |
| 4.    |      |      |        |        |        |
| 5.    |      |      |        |        |        |

## Weltmeisterschaften im Feldbogen
Seit 1969 werden auch Weltmeisterschaften im Feldbogen ausgetragen.

### Olympischer Bogen
| Jahr | Land / Ort                          | Herren                 | Damen                         | Herren-Mannschaft                                                | Damen-Mannschaft                                                                | Mixed |
| ---- | ----------------------------------- | ---------------------- | ----------------------------- | ---------------------------------------------------------------- | ------------------------------------------------------------------------------- | ----- |
| 1969 | Valley Forge / Vereinigte Staaten   | Richard Branstetter    | Irma Danielsson               |                                                                  |                                                                                 |       |
| 1969 | Valley Forge / Vereinigte Staaten   | H. Wright              | K. Beije                      |                                                                  |                                                                                 |       |
| 1969 | Valley Forge / Vereinigte Staaten   | Kyösti Laasonen        | J. Ashbaugh                   |                                                                  |                                                                                 |       |
| 1971 | Cardiff / Vereinigtes Königreich    | Stephen Lieberman      | Sonia Johansson               |                                                                  |                                                                                 |       |
| 1971 | Cardiff / Vereinigtes Königreich    | Derek Gunson           | Maureen Beckdolt              |                                                                  |                                                                                 |       |
| 1971 | Cardiff / Vereinigtes Königreich    | Christopher Labucki    | Barbara Brown                 |                                                                  |                                                                                 |       |
| 1972 | Gorizia / Italien                   | John C. Williams       | Maureen Beckdolt              |                                                                  |                                                                                 |       |
| 1972 | Gorizia / Italien                   | D. Mc Comak            | Sonia Johansson               |                                                                  |                                                                                 |       |
| 1972 | Gorizia / Italien                   | K. Karlson             | Irma Danielsson               |                                                                  |                                                                                 |       |
| 1974 | Zagreb / Jugoslawien                | Doug Brother           | Lucille Lessard               |                                                                  |                                                                                 |       |
| 1974 | Zagreb / Jugoslawien                | R. Stonebraker         | R. Wallace                    |                                                                  |                                                                                 |       |
| 1974 | Zagreb / Jugoslawien                | Tommy Persson          | L. Dapoian                    |                                                                  |                                                                                 |       |
| 1976 | Mölndal / Schweden                  | Tommy Persson          | Annemarie Lehmann             |                                                                  |                                                                                 |       |
| 1976 | Mölndal / Schweden                  | Gert Bjerendal         | Irene Daubenspeck             |                                                                  |                                                                                 |       |
| 1976 | Mölndal / Schweden                  | Larry Smith            | Barbro Lundquist              |                                                                  |                                                                                 |       |
| 1978 | Genf / Schweiz                      | Darrell Pace           | Annemarie Lehmann             |                                                                  |                                                                                 |       |
| 1978 | Genf / Schweiz                      | Richard McKinney       | Ursula Valenta                |                                                                  |                                                                                 |       |
| 1978 | Genf / Schweiz                      | Gert Bjerendal         | Irene Daubenspeck             |                                                                  |                                                                                 |       |
| 1980 | Palmerston North / Neuseeland       | Tommy Persson          | Carita Jussila                |                                                                  |                                                                                 |       |
| 1980 | Palmerston North / Neuseeland       | Richard McKinney       | Silvana Vella                 |                                                                  |                                                                                 |       |
| 1980 | Palmerston North / Neuseeland       | Kyösti Laasonen        | Annemarie Lehmann             |                                                                  |                                                                                 |       |
| 1982 | Kingsclere / Vereinigtes Königreich | Tommy Quick            | Carita Jussila                |                                                                  |                                                                                 |       |
| 1982 | Kingsclere / Vereinigtes Königreich | Kyösti Laasonen        | Angela Goodall                |                                                                  |                                                                                 |       |
| 1982 | Kingsclere / Vereinigtes Königreich | Gert Bjerendal         | Ursula Valenta                |                                                                  |                                                                                 |       |
| 1984 | Hyvinkää / Finnland                 | Gert Bjerendal         | Lisa Buscombe                 |                                                                  |                                                                                 |       |
| 1984 | Hyvinkää / Finnland                 | Richard McKinney       | Angela Goodall                |                                                                  |                                                                                 |       |
| 1984 | Hyvinkää / Finnland                 | Kyösti Laasonen        | Christine Meier               |                                                                  |                                                                                 |       |
| 1986 | Radstadt / Österreich               | Göran Bjerendal        | Carita Jussila                |                                                                  |                                                                                 |       |
| 1986 | Radstadt / Österreich               | Gert Bjerendal         | Lisa Buscombe                 |                                                                  |                                                                                 |       |
| 1986 | Radstadt / Österreich               | Reingruber             | Catherine Pellen              |                                                                  |                                                                                 |       |
| 1988 | Bozen / Italien                     | Andrea Parentini       | Liselott Andersson            |                                                                  |                                                                                 |       |
| 1988 | Bozen / Italien                     | Ole Gammelgaard        | Catherine Pellen              |                                                                  |                                                                                 |       |
| 1988 | Bozen / Italien                     | Jay Barrs              | Carita Jussila                |                                                                  |                                                                                 |       |
| 1990 | Loen / Norwegen                     | Jay Barrs              | Carole Ferriou                |                                                                  |                                                                                 |       |
| 1990 | Loen / Norwegen                     | Simon Fairweather      | Jenny Sjöwall                 |                                                                  |                                                                                 |       |
| 1990 | Loen / Norwegen                     | Francis Notenboom      | Kitty Frazier                 |                                                                  |                                                                                 |       |
| 1992 | Margaten / Niederlande              | Jay Barrs              | Carole Ferriou                |                                                                  |                                                                                 |       |
| 1992 | Margaten / Niederlande              | Jean-Paul Laury        | Catherine Pellen              |                                                                  |                                                                                 |       |
| 1992 | Margaten / Niederlande              | Göran Bjerendal        | Judith Adams                  |                                                                  |                                                                                 |       |
| 1994 | Vertus / Frankreich                 | Andrea Parentini       | Jenny Sjöwall                 |                                                                  |                                                                                 |       |
| 1994 | Vertus / Frankreich                 | Sven Giesa             | Carina Henriksson             |                                                                  |                                                                                 |       |
| 1994 | Vertus / Frankreich                 | Matthew Gray           | Hedi Mittermeier              |                                                                  |                                                                                 |       |
| 1996 | Kranjska Gora / Slowenien           | Andrea Parentini       | Carole Ferriou                |                                                                  |                                                                                 |       |
| 1996 | Kranjska Gora / Slowenien           | Francis Notenboom      | Hedi Mittermeier              |                                                                  |                                                                                 |       |
| 1996 | Kranjska Gora / Slowenien           | Jonathan Shales        | Janet Barrs                   |                                                                  |                                                                                 |       |
| 1998 | Obergurgl / Österreich              | Jonathan Shales        | Sabine Mayrhofer              |                                                                  |                                                                                 |       |
| 1998 | Obergurgl / Österreich              | Michele Frangilli      | Irene Franchini               |                                                                  |                                                                                 |       |
| 1998 | Obergurgl / Österreich              | Geert van Berkel       | Carole Ferriou                |                                                                  |                                                                                 |       |
| 2000 | Cortina d’Ampezzo / Italien         | Michele Frangilli      | Christel van Berkel-Verstegen |                                                                  |                                                                                 |       |
| 2000 | Cortina d’Ampezzo / Italien         | Göran Bjerendal        | Manuela Kaltenmark            |                                                                  |                                                                                 |       |
| 2000 | Cortina d’Ampezzo / Italien         | Jonathan Shales        | Cristina Ioriatti             |                                                                  |                                                                                 |       |
| 2002 | Canberra / Australien               | Michele Frangilli      | Laure Barczynski              | -                                                                | -                                                                               | -     |
| 2002 | Canberra / Australien               | Sebastian Rohrberg     | Cristina Loriatti             | -                                                                | -                                                                               | -     |
| 2002 | Canberra / Australien               | Alan Wills             | Irene Franchini               | -                                                                | -                                                                               | -     |
| 2004 | Plitvice / Kroatien                 | Sebastian Rohrberg     | Jessica Tomasi                | -                                                                | -                                                                               | -     |
| 2004 | Plitvice / Kroatien                 | Joseph McGlyn          | Elisabetta Buono              | -                                                                | -                                                                               | -     |
| 2004 | Plitvice / Kroatien                 | Jean Michel Piquet     | Manuela Kaltenmark            | -                                                                | -                                                                               | -     |
| 2006 | Göteborg / Schweden                 | Michele Frangilli      | Dolores Cekada                | -                                                                | -                                                                               | -     |
| 2006 | Göteborg / Schweden                 | Sebastian Rohrberg     | Sophie Dodémont               | -                                                                | -                                                                               | -     |
| 2006 | Göteborg / Schweden                 | Vic Wunderle           | Naomi Folkard                 | -                                                                | -                                                                               | -     |
| 2008 | Llwynypia / Vereinigtes Königreich  | Sebastian Rohrberg     | Jessica Tomasi                | Italien Michele Frangilli Alessandro Lodetti Giuseppe Seimandi   | Schweden Annika Ahlund Elin Kattstrom Ulrika Sjowall                            | -     |
| 2008 | Llwynypia / Vereinigtes Königreich  | Andreas Heuwing        | Elin Kattstrom                | Schweden Göran Bjerendal Mathias Larson Morgan Lundin            | Italien Anastasia Anastasio Eleonora Strobbe Jessica Tomasi                     | -     |
| 2008 | Llwynypia / Vereinigtes Königreich  | Yuki Sakaeyama         | Lisa Unruh                    | Deutschland Jens Asbach Josef Meyer Sebastian Rohrberg           | Deutschland Silke Höttecke Monika Jentges Lisa Unruh                            | -     |
| 2010 | Visegrád / Ungarn                   | Alan Wills             | Christine Bjerendal           | Finnland Vesa Tarhala Jari Haavisto Pasi Ahjokivi                | Deutschland Elena Richter Ulrike Wiese Monika Jentges                           | -     |
| 2010 | Visegrád / Ungarn                   | Jon Shales             | Naomi Folkard                 | Deutschland Sebastian Rohrberg Marcuse Laube Josef Meyer         | Schweden Christine Bjerendal Lina Bjorklund Isabell Danielsson                  | -     |
| 2010 | Visegrád / Ungarn                   | Sebastian Rohrberg     | Jessica Tomasi                | Italien Michele Frangilli Silvio Giorcelli Giuseppe Seimandi     | Italien Jessica Tomasi Roberta Telani Eleonora Strobbe                          | -     |
| 2012 | Val-d’Isère / Frankreich            | Jean-Charles Valladont | Elena Richter                 | Vereinigte Staaten Dave Cousins Alan Eagleton Jake Kaminski      | Vereinigtes Königreich Tracy Anderson Naomi Folkard Elizabeth Rees              | -     |
| 2012 | Val-d’Isère / Frankreich            | Jake Kaminski          | Zoe Gobbels                   | Finnland Pasi Ahjokivi Jari Haavisto Juuso Huhtala               | Frankreich Sophie Dodement Eliette Lalouer Sandrine Vandionant                  | -     |
| 2012 | Val-d’Isère / Frankreich            | Jon Shales             | Naomi Folkard                 | Frankreich Christophe Doussot Olivier Roy Jean-Charles Valladont | Deutschland Silke Höttecke Ulrike Koini Elena Richter                           | -     |
| 2014 | Zagreb / Kroatien                   | Brady Ellison          | Lisa Unruh                    | Vereinigte Staaten Brady Ellison Jesse Broadwater Ben Rogers     | Österreich Laurence Baldauff Petra Göbel Reingild Linhart                       | -     |
| 2014 | Zagreb / Kroatien                   | Jean-Charles Valladont | Laure Delfau                  | Frankreich Jean-Charles Valladont Benjamin Baret Olivier Roy     | Schweden Erika Jangnas Ulrika Sjowall Lina Bjorklund                            | -     |
| 2014 | Zagreb / Kroatien                   | Jerome Bidault         | Naomi Folkard                 | Italien Massimilliano Mandia Antonio Carminio Giuseppe Seimandi  | Vereinigtes Königreich Naomi Folkard Christie-Lee Ravenscroft Victoria Williams | -     |
| 2016 | Dublin / Irland                     | Brady Ellison          | Amy Oliver                    | Vereinigte Staaten Brady Ellison John Demmer Dave Cousins        | Vereinigtes Königreich Tracey Hill Jessica Nilsson Amy Oliver                   | -     |
| 2016 | Dublin / Irland                     | Sebastian Rohrberg     | Jessica Tomasi                | Italien Fabio Ibba Marco Morello Giuseppe Seimandi               | Schweden Lina Bjorklund Elin Kattstrom Ingrid Olofsson                          | -     |
| 2016 | Dublin / Irland                     | Jean-Charles Valladont | Joana Rzasa                   | Schweden Jonathan Andersson Erik Jonsson Peter Leijon            | Slowenien Toja Ellison Tina Gutman Ana Umer                                     | -     |
| 2018 | Cortina d’Ampezzo / Italien         | Wataru Oonuki          | Lisa Unruh                    | Deutschland Jens Asbach Florian Kahllund Michael Meyer           | Deutschland Martina Boscher Carolin Landesfeind Lisa Unruh                      | -     |
| 2018 | Cortina d’Ampezzo / Italien         | Massimiliano Mandia    | Naomi Folkard                 | Vereinigte Staaten Steve Anderson John Demmer Brady Ellison      | Italien Irene Franchini Cinzia Noziglia Jessic Tomasi                           | -     |
| 2018 | Cortina d’Ampezzo / Italien         | Brady Ellison          | Nami Fukasawa                 | Italien Alessandro Giannini Marco Morello Giuseppe Seimandi      | Slowenien Toja Ellison Tina Gutman Ana Umer                                     | -     |
| 2020 |                                     |                        |                               |                                                                  |                                                                                 |       |
|      |                                     |                        |                               |                                                                  |                                                                                 |       |
|      |                                     |                        |                               |                                                                  |                                                                                 |       |

### Compoundbogen
| Jahr | Land / Ort                         | Herren            | Damen                | Herren-Mannschaft | Damen-Mannschaft | Mixed |
| ---- | ---------------------------------- | ----------------- | -------------------- | ----------------- | ---------------- | ----- |
| 1990 | Loen / Norwegen                    | Randall Ulmer     | Ann Shepherd         | -                 | -                | -     |
| 1990 | Loen / Norwegen                    | Leigh Cornish     | Valérie Fabre        | -                 | -                | -     |
| 1990 | Loen / Norwegen                    | Niels Baldur      | Carmen Ceriotti      | -                 | -                | -     |
| 1992 | Margaten / Niederlande             | Morgan Lundin     | Suzanne Kessler      | -                 | -                | -     |
| 1992 | Margaten / Niederlande             | Niels Baldur      | Cecile Loutan        | -                 | -                | -     |
| 1992 | Margaten / Niederlande             | Paw Lassen        | Valérie Fabre        | -                 | -                | -     |
| 1994 | Vertus / Frankreich                | Tom Henriksen     | Michelle Ragsdale    | -                 | -                | -     |
| 1994 | Vertus / Frankreich                | Mario Ruele       | Petra Eriksson       | -                 | -                | -     |
| 1994 | Vertus / Frankreich                | Michael Leiter    | Suzanne Kessler      | -                 | -                | -     |
| 1996 | Kranjska Gora / Slowenien          | Jeff Button       | Petra Ericsson       | -                 | -                | -     |
| 1996 | Kranjska Gora / Slowenien          | Janos Povazson    | Nicole Bartlett      | -                 | -                | -     |
| 1996 | Kranjska Gora / Slowenien          | Stephane Dardenne | Jozica Emersic       | -                 | -                | -     |
| 1998 | Obergurgl / Österreich             | Peter Andersson   | Catherine Pellen     | -                 | -                | -     |
| 1998 | Obergurgl / Österreich             | Dave Cousins      | Michelle Ragsdale    | -                 | -                | -     |
| 1998 | Obergurgl / Österreich             | Niels Baldur      | Becky Pearson        | -                 | -                | -     |
| 2000 | Cortina d’Ampezzo / Italien        | Morgan Lundin     | Jahna Davis          | -                 | -                | -     |
| 2000 | Cortina d’Ampezzo / Italien        | Dave Cousins      | Rosanna Spada        | -                 | -                | -     |
| 2000 | Cortina d’Ampezzo / Italien        | Peter Penner      | Monika Blume         | -                 | -                | -     |
| 2002 | Canberra / Australien              | Dave Cousins      | Catherine Pellen     | -                 | -                | -     |
| 2002 | Canberra / Australien              | Christopher White | Karin Teghammar      | -                 | -                | -     |
| 2002 | Canberra / Australien              | Stephane Dardenne | Anne Laurila         | -                 | -                | -     |
| 2004 | Plitvice / Kroatien                | Christopher White | Francoise Volle      | -                 | -                | -     |
| 2004 | Plitvice / Kroatien                | John Dudley       | Petra Friedl         | -                 | -                | -     |
| 2004 | Plitvice / Kroatien                | Morgan Lundin     | Martina Schacht      | -                 | -                | -     |
| 2006 | Göteborg / Schweden                | Morgan Lundin     | Silke Höttecke       | -                 | -                | -     |
| 2006 | Göteborg / Schweden                | Dave Cousins      | Gladys Willems       | -                 | -                | -     |
| 2006 | Göteborg / Schweden                | John Dudley       | Jamie van Natta      | -                 | -                | -     |
| 2008 | Llwynypia / Vereinigtes Königreich | Rod Menzer        | Jamie van Natta      | -                 | -                | -     |
| 2008 | Llwynypia / Vereinigtes Königreich | Stephane Dardenne | Ulrika Sjowall       | -                 | -                | -     |
| 2008 | Llwynypia / Vereinigtes Königreich | Dave Cousins      | Anne Laurila         | -                 | -                | -     |
| 2010 | Visegrád / Ungarn                  | Dave Cousins      | Anne Lantee          | -                 | -                | -     |
| 2010 | Visegrád / Ungarn                  | Kevin Wilkey      | Isabell Danielsson   | -                 | -                | -     |
| 2010 | Visegrád / Ungarn                  | Jeremy Thierry    | Gladys Willems       | -                 | -                | -     |
| 2012 | Val-d’Isère / Frankreich           | Jesse Broadwater  | Ivana Buden          | -                 | -                | -     |
| 2012 | Val-d’Isère / Frankreich           | Slavko Tursic     | Paige Pearce         | -                 | -                | -     |
| 2012 | Val-d’Isère / Frankreich           | Dave Cousins      | Petra Göbel          | -                 | -                | -     |
| 2014 | Zagreb / Kroatien                  | Jesse Broadwater  | Toja Cerne           | -                 | -                | -     |
| 2014 | Zagreb / Kroatien                  | Christopher White | Ivana Buden          | -                 | -                | -     |
| 2014 | Zagreb / Kroatien                  | Slavko Tursic     | Sandrine Vandionant  | -                 | -                | -     |
| 2016 | Dublin / Irland                    | Steve Anderson    | Irene Franchini      | -                 | -                | -     |
| 2016 | Dublin / Irland                    | Stephan Hansen    | Linda Ochoa-Anderson | -                 | -                | -     |
| 2016 | Dublin / Irland                    | Njaal Aamaas      | Carolin Landesfeind  | -                 | -                | -     |
| 2018 | Cortina d’Ampezzo / Italien        | Brady Ellison     | Paige Pearce         | -                 | -                | -     |
| 2018 | Cortina d’Ampezzo / Italien        | Nico Wiener       | Toja Ellison         | -                 | -                | -     |
| 2018 | Cortina d’Ampezzo / Italien        | Steve Anderson    | Carolin Landesfeind  | -                 | -                | -     |
| 2020 |                                    |                   |                      |                   |                  |       |
|      |                                    |                   |                      |                   |                  |       |
|      |                                    |                   |                      |                   |                  |       |

## Nationenwertung (Gesamt)
| Platz | Land                                          | Gold | Silber | Bronze | Gesamt |
| ----- | --------------------------------------------- | ---- | ------ | ------ | ------ |
| 1.    | USA                                           | 58   | 36     | 31     | 125    |
| 2.    | Südkorea                                      | 42   | 23     | 14     | 79     |
| 3.    | Polen                                         | 21   | 16     | 10     | 47     |
| 4.    | Schweden                                      | 19   | 21     | 22     | 62     |
| 5.    | Russland (mit Vereintes Team und Sowjetunion) | 16   | 13     | 9      | 38     |
| 6.    | Großbritannien                                | 12   | 20     | 24     | 56     |
| 7.    | Frankreich                                    | 11   | 13     | 15     | 39     |
| 8.    | Italien                                       | 11   | 8      | 6      | 25     |
| 9.    | Dänemark                                      | 6    | 10     | 7      | 23     |
| 10.   | Tschechien                                    | 6    | 7      | 10     | 23     |
| 11.   | Finnland                                      | 5    | 13     | 10     | 28     |
| 12.   | Belgien                                       | 5    | 7      | 10     | 22     |
| 13.   | Deutschland                                   | 3    | 8      | 6      | 17     |
| 14.   | Kanada                                        | 3    | 1      | 6      | 10     |
| 15.   | Australien                                    | 2    | 2      | 8      | 12     |
| 16.   | China                                         | 2    | 2      | 6      | 10     |
| 17.   | Niederlande                                   | 1    | 4      | 3      | 8      |
| 17.   | Taiwan                                        | 1    | 3      | 2      | 6      |
| 19.   | Norwegen                                      | 1    | 1      | 1      | 3      |
| 19.   | Ungarn                                        | 1    | 1      | 1      | 3      |
| 21.   | Kolumbien                                     | 1    | 0      | 1      | 2      |
| 21.   | Slowenien                                     | 1    | 0      | 1      | 2      |
| 23.   | Moldau                                        | 1    | 0      | 0      | 1      |
| 23.   | Chile                                         | 1    | 0      | 0      | 1      |
| 25.   | Japan                                         | 0    | 4      | 3      | 7      |
| 26.   | Südafrika                                     | 0    | 3      | 4      | 7      |
| 27.   | Ukraine                                       | 0    | 1      | 4      | 5      |
| 28.   | Türkei                                        | 0    | 1      | 2      | 3      |
| 29.   | Georgien                                      | 0    | 1      | 0      | 1      |
| 29.   | Indien                                        | 0    | 1      | 0      | 1      |
| 29.   | Mexiko                                        | 0    | 1      | 0      | 1      |
| 29.   | Belarus                                       | 0    | 1      | 0      | 1      |
| 29.   | Österreich                                    | 0    | 1      | 0      | 1      |
| 29.   | Kroatien                                      | 0    | 1      | 0      | 1      |
| 29.   | Spanien                                       | 0    | 1      | 0      | 1      |
| 29.   | Iran                                          | 0    | 1      | 0      | 1      |
| 37.   | Nordkorea                                     | 0    | 0      | 1      | 1      |
| 37.   | Kasachstan                                    | 0    | 0      | 1      | 1      |
| 37.   | Indonesien                                    | 0    | 0      | 1      | 1      |
| 37.   | El Salvador                                   | 0    | 0      | 1      | 1      |
| 37.   | Venezuela                                     | 0    | 0      | 1      | 1      |

## Erfolgreichste Medaillengewinner
Ausgenommen sind hier die Wettbewerbe mit dem Compoundbogen.
| Platz | Name                | Land               | Von  | Bis  | Goldmedaille | Silbermedaille | Bronzemedaille | Gesamt |
| ----- | ------------------- | ------------------ | ---- | ---- | ------------ | -------------- | -------------- | ------ |
| 01    | Janina Kurkowska    | Polen              | 1931 | 1955 | 14           | 4              | 4              | 22     |
| 02    | Richard McKinney    | Vereinigte Staaten | 1975 | 1995 | 8            | 4              | 2              | 14     |
| 03    | Darrell Pace        | Vereinigte Staaten | 1975 | 1987 | 7            | 4              | -              | 11     |
| 04    | Natalia Valeeva     | Italien            | 1999 | 2012 | 7            | 1              | 1              | 9      |
| 05    | Im Dong-hyun        | Südkorea           | 2003 | 2011 | 6            | 2              | -              | 8      |
| 06    | Sebinisso Rustamowa | Sowjetunion        | 1978 | 1987 | 6            | 1              | -              | 7      |
| 07    | Michele Frangilli   | Italien            | 1995 | 2015 | 5            | 7              | 4              | 16     |
| 08    | Hans Deutgen        | Schweden           | 1946 | 1950 | 5            | 3              | 1              | 9      |
| 09    | Joseph Thornton     | Vereinigte Staaten | 1961 | 1965 | 4            | 2              | -              | 6      |
| 09    | Oh Jin-hyek         | Südkorea           | 1999 | 2015 | 4            | 2              | -              | 6      |